# Llista d'asteroides (233001-234000)
Llista d'asteroides del 233.001 al 234.000, amb data de descoberta i descobridor. És un fragment de la llista d'asteroides completa. Als asteroides se'ls dona un número quan es confirma la seva òrbita, per tant apareixen llistats aproximadament segons la data de descobriment.

## 233001-233100
| Nom    | Designació provisional | Data de descobriment   | Lloc de descobriment | Descobridor/s        |
| ------ | ---------------------- | ---------------------- | -------------------- | -------------------- |
| 233001 | 2005 EF184             | 9 de març de 2005      | Mount Lemmon         | Mt. Lemmon Survey    |
| 233002 | 2005 EJ185             | 9 de març de 2005      | Siding Spring        | Siding Spring Survey |
| 233003 | 2005 EG189             | 10 de març de 2005     | Siding Spring        | Siding Spring Survey |
| 233004 | 2005 ED194             | 11 de març de 2005     | Mount Lemmon         | Mt. Lemmon Survey    |
| 233005 | 2005 EA200             | 12 de març de 2005     | Mount Lemmon         | Mt. Lemmon Survey    |
| 233006 | 2005 EY203             | 11 de març de 2005     | Kitt Peak            | Spacewatch           |
| 233007 | 2005 EE206             | 13 de març de 2005     | Catalina             | CSS                  |
| 233008 | 2005 EG206             | 13 de març de 2005     | Catalina             | CSS                  |
| 233009 | 2005 EQ207             | 11 de març de 2005     | Mount Lemmon         | Mt. Lemmon Survey    |
| 233010 | 2005 EY208             | 4 de març de 2005      | Kitt Peak            | Spacewatch           |
| 233011 | 2005 EX213             | 7 de març de 2005      | Socorro              | LINEAR               |
| 233012 | 2005 EG214             | 7 de març de 2005      | Socorro              | LINEAR               |
| 233013 | 2005 EH216             | 8 de març de 2005      | Mount Lemmon         | Mt. Lemmon Survey    |
| 233014 | 2005 EJ216             | 8 de març de 2005      | Mount Lemmon         | Mt. Lemmon Survey    |
| 233015 | 2005 EP219             | 10 de març de 2005     | Mount Lemmon         | Mt. Lemmon Survey    |
| 233016 | 2005 EZ224             | 12 de març de 2005     | Socorro              | LINEAR               |
| 233017 | 2005 EC247             | 12 de març de 2005     | Kitt Peak            | Spacewatch           |
| 233018 | 2005 EP248             | 12 de març de 2005     | Kitt Peak            | Spacewatch           |
| 233019 | 2005 EG251             | 10 de març de 2005     | Catalina             | CSS                  |
| 233020 | 2005 ER257             | 11 de març de 2005     | Mount Lemmon         | Mt. Lemmon Survey    |
| 233021 | 2005 EY257             | 11 de març de 2005     | Mount Lemmon         | Mt. Lemmon Survey    |
| 233022 | 2005 EG261             | 12 de març de 2005     | Socorro              | LINEAR               |
| 233023 | 2005 ER264             | 13 de març de 2005     | Kitt Peak            | Spacewatch           |
| 233024 | 2005 EN269             | 15 de març de 2005     | Mount Lemmon         | Mt. Lemmon Survey    |
| 233025 | 2005 EX270             | 1 de març de 2005      | Catalina             | CSS                  |
| 233026 | 2005 ET271             | 3 de març de 2005      | Catalina             | CSS                  |
| 233027 | 2005 EQ274             | 8 de març de 2005      | Catalina             | CSS                  |
| 233028 | 2005 EP278             | 9 de març de 2005      | Socorro              | LINEAR               |
| 233029 | 2005 EE280             | 10 de març de 2005     | Catalina             | CSS                  |
| 233030 | 2005 EC284             | 11 de març de 2005     | Anderson Mesa        | LONEOS               |
| 233031 | 2005 EJ290             | 9 de març de 2005      | Siding Spring        | Siding Spring Survey |
| 233032 | 2005 EM292             | 10 de març de 2005     | Catalina             | CSS                  |
| 233033 | 2005 ER293             | 11 de març de 2005     | Catalina             | CSS                  |
| 233034 | 2005 EM295             | 13 de març de 2005     | Catalina             | CSS                  |
| 233035 | 2005 EQ318             | 3 de març de 2005      | Catalina             | CSS                  |
| 233036 | 2005 EG330             | 2 de març de 2005      | Catalina             | CSS                  |
| 233037 | 2005 FA8               | 30 de març de 2005     | Catalina             | CSS                  |
| 233038 | 2005 GE3               | 1 d'abril de 2005      | Catalina             | CSS                  |
| 233039 | 2005 GB13              | 1 d'abril de 2005      | Anderson Mesa        | LONEOS               |
| 233040 | 2005 GC19              | 2 d'abril de 2005      | Palomar              | NEAT                 |
| 233041 | 2005 GH22              | 4 d'abril de 2005      | Catalina             | CSS                  |
| 233042 | 2005 GN27              | 3 d'abril de 2005      | Palomar              | NEAT                 |
| 233043 | 2005 GQ28              | 4 d'abril de 2005      | Kitt Peak            | Spacewatch           |
| 233044 | 2005 GF33              | 4 d'abril de 2005      | Crni Vrh             | Crni Vrh             |
| 233045 | 2005 GE37              | 2 d'abril de 2005      | Catalina             | CSS                  |
| 233046 | 2005 GO41              | 5 d'abril de 2005      | Mount Lemmon         | Mt. Lemmon Survey    |
| 233047 | 2005 GB47              | 5 d'abril de 2005      | Mount Lemmon         | Mt. Lemmon Survey    |
| 233048 | 2005 GK49              | 5 d'abril de 2005      | Mount Lemmon         | Mt. Lemmon Survey    |
| 233049 | 2005 GT57              | 6 d'abril de 2005      | Mount Lemmon         | Mt. Lemmon Survey    |
| 233050 | 2005 GU67              | 2 d'abril de 2005      | Catalina             | CSS                  |
| 233051 | 2005 GP77              | 6 d'abril de 2005      | Catalina             | CSS                  |
| 233052 | 2005 GG79              | 6 d'abril de 2005      | Catalina             | CSS                  |
| 233053 | 2005 GW80              | 7 d'abril de 2005      | Kitt Peak            | Spacewatch           |
| 233054 | 2005 GA88              | 5 d'abril de 2005      | Anderson Mesa        | LONEOS               |
| 233055 | 2005 GA111             | 2 d'abril de 2005      | Kitt Peak            | Spacewatch           |
| 233056 | 2005 GP112             | 6 d'abril de 2005      | Kitt Peak            | Spacewatch           |
| 233057 | 2005 GV114             | 10 d'abril de 2005     | Mount Lemmon         | Mt. Lemmon Survey    |
| 233058 | 2005 GU127             | 12 d'abril de 2005     | Socorro              | LINEAR               |
| 233059 | 2005 GH136             | 10 d'abril de 2005     | Kitt Peak            | Spacewatch           |
| 233060 | 2005 GX141             | 9 d'abril de 2005      | Socorro              | LINEAR               |
| 233061 | 2005 GH146             | 11 d'abril de 2005     | Kitt Peak            | Spacewatch           |
| 233062 | 2005 GO149             | 11 d'abril de 2005     | Kitt Peak            | Spacewatch           |
| 233063 | 2005 GD162             | 14 d'abril de 2005     | Kitt Peak            | Spacewatch           |
| 233064 | 2005 GJ166             | 11 d'abril de 2005     | Mount Lemmon         | Mt. Lemmon Survey    |
| 233065 | 2005 GL167             | 11 d'abril de 2005     | Mount Lemmon         | Mt. Lemmon Survey    |
| 233066 | 2005 GT208             | 1 d'abril de 2005      | Catalina             | CSS                  |
| 233067 | 2005 JR                | 3 de maig de 2005      | Socorro              | LINEAR               |
| 233068 | 2005 JT3               | 1 de maig de 2005      | Siding Spring        | Siding Spring Survey |
| 233069 | 2005 JJ67              | 4 de maig de 2005      | Catalina             | CSS                  |
| 233070 | 2005 JS68              | 6 de maig de 2005      | Socorro              | LINEAR               |
| 233071 | 2005 JY70              | 7 de maig de 2005      | Catalina             | CSS                  |
| 233072 | 2005 JC80              | 10 de maig de 2005     | Mount Lemmon         | Mt. Lemmon Survey    |
| 233073 | 2005 JP106             | 12 de maig de 2005     | Palomar              | NEAT                 |
| 233074 | 2005 LQ10              | 3 de juny de 2005      | Kitt Peak            | Spacewatch           |
| 233075 | 2005 NX14              | 3 de juliol de 2005    | Mount Lemmon         | Mt. Lemmon Survey    |
| 233076 | 2005 ND15              | 1 de juliol de 2005    | Campo Imperatore     | CINEOS               |
| 233077 | 2005 NE26              | 4 de juliol de 2005    | Palomar              | NEAT                 |
| 233078 | 2005 NF63              | 13 de juliol de 2005   | Mayhill              | A. Lowe              |
| 233079 | 2005 NM123             | 9 de juliol de 2005    | Kitt Peak            | Spacewatch           |
| 233080 | 2005 PG                | 2 d'agost de 2005      | Socorro              | LINEAR               |
| 233081 | 2005 QW16              | 25 d'agost de 2005     | Palomar              | NEAT                 |
| 233082 | 2005 QX74              | 24 d'agost de 2005     | Kingsnake            | J. V. McClusky       |
| 233083 | 2005 QA75              | 24 d'agost de 2005     | Palomar              | NEAT                 |
| 233084 | 2005 QH86              | 30 d'agost de 2005     | Kitt Peak            | Spacewatch           |
| 233085 | 2005 QV89              | 24 d'agost de 2005     | Palomar              | NEAT                 |
| 233086 | 2005 QQ114             | 27 d'agost de 2005     | Palomar              | NEAT                 |
| 233087 | 2005 QZ188             | 31 d'agost de 2005     | Kitt Peak            | Spacewatch           |
| 233088 | 2005 RZ3               | 1 de setembre de 2005  | Kitt Peak            | Spacewatch           |
| 233089 | 2005 RZ17              | 1 de setembre de 2005  | Kitt Peak            | Spacewatch           |
| 233090 | 2005 RM26              | 8 de setembre de 2005  | Socorro              | LINEAR               |
| 233091 | 2005 RF28              | 11 de setembre de 2005 | Anderson Mesa        | LONEOS               |
| 233092 | 2005 RO30              | 10 de setembre de 2005 | Anderson Mesa        | LONEOS               |
| 233093 | 2005 RV33              | 13 de setembre de 2005 | Anderson Mesa        | LONEOS               |
| 233094 | 2005 RN45              | 14 de setembre de 2005 | Kitt Peak            | Spacewatch           |
| 233095 | 2005 SJ3               | 23 de setembre de 2005 | Catalina             | CSS                  |
| 233096 | 2005 SX8               | 25 de setembre de 2005 | Kitt Peak            | Spacewatch           |
| 233097 | 2005 SL24              | 24 de setembre de 2005 | Anderson Mesa        | LONEOS               |
| 233098 | 2005 SC27              | 23 de setembre de 2005 | Kitt Peak            | Spacewatch           |
| 233099 | 2005 SA48              | 24 de setembre de 2005 | Kitt Peak            | Spacewatch           |
| 233100 | 2005 SR56              | 26 de setembre de 2005 | Kitt Peak            | Spacewatch           |

## 233101-233200
| Nom    | Designació provisional | Data de descobriment   | Lloc de descobriment | Descobridor/s     |
| ------ | ---------------------- | ---------------------- | -------------------- | ----------------- |
| 233101 | 2005 SE78              | 24 de setembre de 2005 | Kitt Peak            | Spacewatch        |
| 233102 | 2005 SF81              | 24 de setembre de 2005 | Kitt Peak            | Spacewatch        |
| 233103 | 2005 SA90              | 24 de setembre de 2005 | Kitt Peak            | Spacewatch        |
| 233104 | 2005 SX94              | 25 de setembre de 2005 | Palomar              | NEAT              |
| 233105 | 2005 SO103             | 25 de setembre de 2005 | Palomar              | NEAT              |
| 233106 | 2005 SB104             | 25 de setembre de 2005 | Palomar              | NEAT              |
| 233107 | 2005 ST115             | 27 de setembre de 2005 | Kitt Peak            | Spacewatch        |
| 233108 | 2005 SG134             | 30 de setembre de 2005 | Calvin-Rehoboth      | L. A. Molnar      |
| 233109 | 2005 SA137             | 24 de setembre de 2005 | Kitt Peak            | Spacewatch        |
| 233110 | 2005 SG158             | 26 de setembre de 2005 | Palomar              | NEAT              |
| 233111 | 2005 SW162             | 27 de setembre de 2005 | Socorro              | LINEAR            |
| 233112 | 2005 SM165             | 28 de setembre de 2005 | Palomar              | NEAT              |
| 233113 | 2005 SP218             | 30 de setembre de 2005 | Palomar              | NEAT              |
| 233114 | 2005 ST221             | 30 de setembre de 2005 | Catalina             | CSS               |
| 233115 | 2005 SY226             | 30 de setembre de 2005 | Kitt Peak            | Spacewatch        |
| 233116 | 2005 SZ232             | 30 de setembre de 2005 | Mount Lemmon         | Mt. Lemmon Survey |
| 233117 | 2005 SQ257             | 18 de setembre de 2005 | Palomar              | NEAT              |
| 233118 | 2005 TW7               | 1 d'octubre de 2005    | Kitt Peak            | Spacewatch        |
| 233119 | 2005 TH21              | 1 d'octubre de 2005    | Kitt Peak            | Spacewatch        |
| 233120 | 2005 TN24              | 1 d'octubre de 2005    | Mount Lemmon         | Mt. Lemmon Survey |
| 233121 | 2005 TD40              | 1 d'octubre de 2005    | Kitt Peak            | Spacewatch        |
| 233122 | 2005 TP59              | 2 d'octubre de 2005    | Mount Lemmon         | Mt. Lemmon Survey |
| 233123 | 2005 TB60              | 2 d'octubre de 2005    | Mount Lemmon         | Mt. Lemmon Survey |
| 233124 | 2005 TF83              | 3 d'octubre de 2005    | Socorro              | LINEAR            |
| 233125 | 2005 TB86              | 3 d'octubre de 2005    | Palomar              | NEAT              |
| 233126 | 2005 TY103             | 8 d'octubre de 2005    | Socorro              | LINEAR            |
| 233127 | 2005 TB128             | 7 d'octubre de 2005    | Kitt Peak            | Spacewatch        |
| 233128 | 2005 TY187             | 8 d'octubre de 2005    | Kitt Peak            | Spacewatch        |
| 233129 | 2005 UT18              | 22 d'octubre de 2005   | Kitt Peak            | Spacewatch        |
| 233130 | 2005 UD41              | 24 d'octubre de 2005   | Kitt Peak            | Spacewatch        |
| 233131 | 2005 UO41              | 25 d'octubre de 2005   | Catalina             | CSS               |
| 233132 | 2005 UB51              | 23 d'octubre de 2005   | Catalina             | CSS               |
| 233133 | 2005 UZ58              | 24 d'octubre de 2005   | Kitt Peak            | Spacewatch        |
| 233134 | 2005 UN77              | 24 d'octubre de 2005   | Palomar              | NEAT              |
| 233135 | 2005 UF84              | 22 d'octubre de 2005   | Kitt Peak            | Spacewatch        |
| 233136 | 2005 UF106             | 22 d'octubre de 2005   | Kitt Peak            | Spacewatch        |
| 233137 | 2005 UU109             | 22 d'octubre de 2005   | Kitt Peak            | Spacewatch        |
| 233138 | 2005 UC110             | 22 d'octubre de 2005   | Kitt Peak            | Spacewatch        |
| 233139 | 2005 UC112             | 22 d'octubre de 2005   | Kitt Peak            | Spacewatch        |
| 233140 | 2005 UY131             | 24 d'octubre de 2005   | Palomar              | NEAT              |
| 233141 | 2005 UG132             | 24 d'octubre de 2005   | Palomar              | NEAT              |
| 233142 | 2005 UP161             | 24 d'octubre de 2005   | Palomar              | NEAT              |
| 233143 | 2005 UK163             | 23 d'octubre de 2005   | Catalina             | CSS               |
| 233144 | 2005 UH165             | 24 d'octubre de 2005   | Kitt Peak            | Spacewatch        |
| 233145 | 2005 US178             | 24 d'octubre de 2005   | Kitt Peak            | Spacewatch        |
| 233146 | 2005 UC183             | 24 d'octubre de 2005   | Kitt Peak            | Spacewatch        |
| 233147 | 2005 UB214             | 23 d'octubre de 2005   | Palomar              | NEAT              |
| 233148 | 2005 UP214             | 26 d'octubre de 2005   | Palomar              | NEAT              |
| 233149 | 2005 UM224             | 25 d'octubre de 2005   | Kitt Peak            | Spacewatch        |
| 233150 | 2005 UR230             | 25 d'octubre de 2005   | Catalina             | CSS               |
| 233151 | 2005 UX241             | 25 d'octubre de 2005   | Kitt Peak            | Spacewatch        |
| 233152 | 2005 UZ244             | 25 d'octubre de 2005   | Kitt Peak            | Spacewatch        |
| 233153 | 2005 UB260             | 25 d'octubre de 2005   | Kitt Peak            | Spacewatch        |
| 233154 | 2005 UC321             | 27 d'octubre de 2005   | Kitt Peak            | Spacewatch        |
| 233155 | 2005 UW342             | 29 d'octubre de 2005   | Catalina             | CSS               |
| 233156 | 2005 UO354             | 29 d'octubre de 2005   | Catalina             | CSS               |
| 233157 | 2005 UJ364             | 27 d'octubre de 2005   | Kitt Peak            | Spacewatch        |
| 233158 | 2005 UZ378             | 29 d'octubre de 2005   | Mount Lemmon         | Mt. Lemmon Survey |
| 233159 | 2005 UD387             | 30 d'octubre de 2005   | Mount Lemmon         | Mt. Lemmon Survey |
| 233160 | 2005 UT428             | 28 d'octubre de 2005   | Kitt Peak            | Spacewatch        |
| 233161 | 2005 UQ442             | 29 d'octubre de 2005   | Palomar              | NEAT              |
| 233162 | 2005 UZ443             | 30 d'octubre de 2005   | Socorro              | LINEAR            |
| 233163 | 2005 US449             | 30 d'octubre de 2005   | Socorro              | LINEAR            |
| 233164 | 2005 UN475             | 22 d'octubre de 2005   | Kitt Peak            | Spacewatch        |
| 233165 | 2005 UN477             | 26 d'octubre de 2005   | Kitt Peak            | Spacewatch        |
| 233166 | 2005 UF508             | 24 d'octubre de 2005   | Mauna Kea            | D. J. Tholen      |
| 233167 | 2005 UL509             | 30 d'octubre de 2005   | Mount Lemmon         | Mt. Lemmon Survey |
| 233168 | 2005 VJ4               | 6 de novembre de 2005  | Mayhill              | A. Lowe           |
| 233169 | 2005 VF15              | 1 de novembre de 2005  | Socorro              | LINEAR            |
| 233170 | 2005 VT16              | 3 de novembre de 2005  | Catalina             | CSS               |
| 233171 | 2005 VE21              | 1 de novembre de 2005  | Kitt Peak            | Spacewatch        |
| 233172 | 2005 VL21              | 1 de novembre de 2005  | Kitt Peak            | Spacewatch        |
| 233173 | 2005 VJ41              | 4 de novembre de 2005  | Mount Lemmon         | Mt. Lemmon Survey |
| 233174 | 2005 VX69              | 1 de novembre de 2005  | Mount Lemmon         | Mt. Lemmon Survey |
| 233175 | 2005 VJ78              | 6 de novembre de 2005  | Kitt Peak            | Spacewatch        |
| 233176 | 2005 VX119             | 4 de novembre de 2005  | Kitt Peak            | Spacewatch        |
| 233177 | 2005 VQ123             | 1 de novembre de 2005  | Mount Lemmon         | Mt. Lemmon Survey |
| 233178 | 2005 VG125             | 12 de novembre de 2005 | Kitt Peak            | Spacewatch        |
| 233179 | 2005 WJ24              | 21 de novembre de 2005 | Kitt Peak            | Spacewatch        |
| 233180 | 2005 WU25              | 21 de novembre de 2005 | Kitt Peak            | Spacewatch        |
| 233181 | 2005 WX29              | 21 de novembre de 2005 | Kitt Peak            | Spacewatch        |
| 233182 | 2005 WF41              | 21 de novembre de 2005 | Kitt Peak            | Spacewatch        |
| 233183 | 2005 WW55              | 28 de novembre de 2005 | Socorro              | LINEAR            |
| 233184 | 2005 WZ60              | 25 de novembre de 2005 | Kitt Peak            | Spacewatch        |
| 233185 | 2005 WC62              | 25 de novembre de 2005 | Catalina             | CSS               |
| 233186 | 2005 WU80              | 26 de novembre de 2005 | Mount Lemmon         | Mt. Lemmon Survey |
| 233187 | 2005 WF82              | 25 de novembre de 2005 | Kitt Peak            | Spacewatch        |
| 233188 | 2005 WM89              | 26 de novembre de 2005 | Kitt Peak            | Spacewatch        |
| 233189 | 2005 WR100             | 29 de novembre de 2005 | Socorro              | LINEAR            |
| 233190 | 2005 WQ112             | 30 de novembre de 2005 | Mount Lemmon         | Mt. Lemmon Survey |
| 233191 | 2005 WM137             | 26 de novembre de 2005 | Mount Lemmon         | Mt. Lemmon Survey |
| 233192 | 2005 WD150             | 28 de novembre de 2005 | Kitt Peak            | Spacewatch        |
| 233193 | 2005 WX151             | 28 de novembre de 2005 | Catalina             | CSS               |
| 233194 | 2005 WH160             | 30 de novembre de 2005 | Kitt Peak            | Spacewatch        |
| 233195 | 2005 WL164             | 29 de novembre de 2005 | Mount Lemmon         | Mt. Lemmon Survey |
| 233196 | 2005 WU169             | 30 de novembre de 2005 | Kitt Peak            | Spacewatch        |
| 233197 | 2005 WX170             | 30 de novembre de 2005 | Kitt Peak            | Spacewatch        |
| 233198 | 2005 WZ178             | 28 de novembre de 2005 | Palomar              | NEAT              |
| 233199 | 2005 WL186             | 29 de novembre de 2005 | Mount Lemmon         | Mt. Lemmon Survey |
| 233200 | 2005 WT189             | 20 de novembre de 2005 | Catalina             | CSS               |

## 233201-233300
| Nom    | Designació provisional | Data de descobriment   | Lloc de descobriment | Descobridor/s     |
| ------ | ---------------------- | ---------------------- | -------------------- | ----------------- |
| 233201 | 2005 WR197             | 21 de novembre de 2005 | Kitt Peak            | Spacewatch        |
| 233202 | 2005 WN198             | 25 de novembre de 2005 | Kitt Peak            | Spacewatch        |
| 233203 | 2005 XF2               | 1 de desembre de 2005  | Socorro              | LINEAR            |
| 233204 | 2005 XQ11              | 1 de desembre de 2005  | Kitt Peak            | Spacewatch        |
| 233205 | 2005 XZ22              | 2 de desembre de 2005  | Mount Lemmon         | Mt. Lemmon Survey |
| 233206 | 2005 XJ27              | 5 de desembre de 2005  | Junk Bond            | D. Healy          |
| 233207 | 2005 XR57              | 1 de desembre de 2005  | Mount Lemmon         | Mt. Lemmon Survey |
| 233208 | 2005 XT61              | 4 de desembre de 2005  | Kitt Peak            | Spacewatch        |
| 233209 | 2005 XA62              | 5 de desembre de 2005  | Kitt Peak            | Spacewatch        |
| 233210 | 2005 XC62              | 5 de desembre de 2005  | Socorro              | LINEAR            |
| 233211 | 2005 XL65              | 7 de desembre de 2005  | Kitt Peak            | Spacewatch        |
| 233212 | 2005 XU65              | 7 de desembre de 2005  | Kitt Peak            | Spacewatch        |
| 233213 | 2005 XE73              | 6 de desembre de 2005  | Kitt Peak            | Spacewatch        |
| 233214 | 2005 XT110             | 1 de desembre de 2005  | Kitt Peak            | M. W. Buie        |
| 233215 | 2005 XO115             | 10 de desembre de 2005 | Kitt Peak            | Spacewatch        |
| 233216 | 2005 XW116             | 2 de desembre de 2005  | Mount Lemmon         | Mt. Lemmon Survey |
| 233217 | 2005 YM                | 20 de desembre de 2005 | Calvin-Rehoboth      | Calvin College    |
| 233218 | 2005 YU9               | 21 de desembre de 2005 | Kitt Peak            | Spacewatch        |
| 233219 | 2005 YL11              | 21 de desembre de 2005 | Kitt Peak            | Spacewatch        |
| 233220 | 2005 YO12              | 21 de desembre de 2005 | Kitt Peak            | Spacewatch        |
| 233221 | 2005 YH13              | 22 de desembre de 2005 | Kitt Peak            | Spacewatch        |
| 233222 | 2005 YO13              | 22 de desembre de 2005 | Kitt Peak            | Spacewatch        |
| 233223 | 2005 YS26              | 21 de desembre de 2005 | Catalina             | CSS               |
| 233224 | 2005 YU26              | 21 de desembre de 2005 | Catalina             | CSS               |
| 233225 | 2005 YZ30              | 22 de desembre de 2005 | Kitt Peak            | Spacewatch        |
| 233226 | 2005 YZ34              | 24 de desembre de 2005 | Kitt Peak            | Spacewatch        |
| 233227 | 2005 YK38              | 21 de desembre de 2005 | Catalina             | CSS               |
| 233228 | 2005 YW38              | 22 de desembre de 2005 | Cordell-Lorenz       | Cordell-Lorenz    |
| 233229 | 2005 YD39              | 22 de desembre de 2005 | Catalina             | CSS               |
| 233230 | 2005 YQ45              | 25 de desembre de 2005 | Kitt Peak            | Spacewatch        |
| 233231 | 2005 YB46              | 25 de desembre de 2005 | Kitt Peak            | Spacewatch        |
| 233232 | 2005 YB47              | 25 de desembre de 2005 | Kitt Peak            | Spacewatch        |
| 233233 | 2005 YW48              | 22 de desembre de 2005 | Kitt Peak            | Spacewatch        |
| 233234 | 2005 YM52              | 26 de desembre de 2005 | Mount Lemmon         | Mt. Lemmon Survey |
| 233235 | 2005 YT58              | 25 de desembre de 2005 | Kitt Peak            | Spacewatch        |
| 233236 | 2005 YX61              | 24 de desembre de 2005 | Kitt Peak            | Spacewatch        |
| 233237 | 2005 YQ67              | 26 de desembre de 2005 | Kitt Peak            | Spacewatch        |
| 233238 | 2005 YS75              | 24 de desembre de 2005 | Kitt Peak            | Spacewatch        |
| 233239 | 2005 YL76              | 24 de desembre de 2005 | Kitt Peak            | Spacewatch        |
| 233240 | 2005 YB83              | 24 de desembre de 2005 | Kitt Peak            | Spacewatch        |
| 233241 | 2005 YC83              | 24 de desembre de 2005 | Kitt Peak            | Spacewatch        |
| 233242 | 2005 YD87              | 25 de desembre de 2005 | Mount Lemmon         | Mt. Lemmon Survey |
| 233243 | 2005 YB92              | 27 de desembre de 2005 | Mount Lemmon         | Mt. Lemmon Survey |
| 233244 | 2005 YL106             | 25 de desembre de 2005 | Kitt Peak            | Spacewatch        |
| 233245 | 2005 YG111             | 25 de desembre de 2005 | Kitt Peak            | Spacewatch        |
| 233246 | 2005 YY111             | 25 de desembre de 2005 | Mount Lemmon         | Mt. Lemmon Survey |
| 233247 | 2005 YA115             | 25 de desembre de 2005 | Kitt Peak            | Spacewatch        |
| 233248 | 2005 YC115             | 25 de desembre de 2005 | Kitt Peak            | Spacewatch        |
| 233249 | 2005 YS118             | 26 de desembre de 2005 | Kitt Peak            | Spacewatch        |
| 233250 | 2005 YF120             | 27 de desembre de 2005 | Mount Lemmon         | Mt. Lemmon Survey |
| 233251 | 2005 YO122             | 24 de desembre de 2005 | Kitt Peak            | Spacewatch        |
| 233252 | 2005 YS123             | 24 de desembre de 2005 | Kitt Peak            | Spacewatch        |
| 233253 | 2005 YF126             | 26 de desembre de 2005 | Kitt Peak            | Spacewatch        |
| 233254 | 2005 YH127             | 28 de desembre de 2005 | Kitt Peak            | Spacewatch        |
| 233255 | 2005 YB144             | 28 de desembre de 2005 | Mount Lemmon         | Mt. Lemmon Survey |
| 233256 | 2005 YZ151             | 26 de desembre de 2005 | Mount Lemmon         | Mt. Lemmon Survey |
| 233257 | 2005 YZ155             | 25 de desembre de 2005 | Kitt Peak            | Spacewatch        |
| 233258 | 2005 YA157             | 27 de desembre de 2005 | Kitt Peak            | Spacewatch        |
| 233259 | 2005 YP163             | 28 de desembre de 2005 | Kitt Peak            | Spacewatch        |
| 233260 | 2005 YH185             | 27 de desembre de 2005 | Kitt Peak            | Spacewatch        |
| 233261 | 2005 YU191             | 30 de desembre de 2005 | Kitt Peak            | Spacewatch        |
| 233262 | 2005 YD193             | 30 de desembre de 2005 | Kitt Peak            | Spacewatch        |
| 233263 | 2005 YE193             | 30 de desembre de 2005 | Kitt Peak            | Spacewatch        |
| 233264 | 2005 YP206             | 27 de desembre de 2005 | Kitt Peak            | Spacewatch        |
| 233265 | 2005 YR210             | 24 de desembre de 2005 | Catalina             | CSS               |
| 233266 | 2005 YT210             | 24 de desembre de 2005 | Socorro              | LINEAR            |
| 233267 | 2005 YA211             | 25 de desembre de 2005 | Catalina             | CSS               |
| 233268 | 2005 YT220             | 29 de desembre de 2005 | Catalina             | CSS               |
| 233269 | 2005 YF253             | 29 de desembre de 2005 | Kitt Peak            | Spacewatch        |
| 233270 | 2005 YF270             | 27 de desembre de 2005 | Kitt Peak            | Spacewatch        |
| 233271 | 2006 AP1               | 2 de gener de 2006     | Catalina             | CSS               |
| 233272 | 2006 AY9               | 4 de gener de 2006     | Mount Lemmon         | Mt. Lemmon Survey |
| 233273 | 2006 AT10              | 4 de gener de 2006     | Catalina             | CSS               |
| 233274 | 2006 AK16              | 4 de gener de 2006     | Mount Lemmon         | Mt. Lemmon Survey |
| 233275 | 2006 AB37              | 4 de gener de 2006     | Kitt Peak            | Spacewatch        |
| 233276 | 2006 AK43              | 6 de gener de 2006     | Kitt Peak            | Spacewatch        |
| 233277 | 2006 AX43              | 7 de gener de 2006     | Socorro              | LINEAR            |
| 233278 | 2006 AC46              | 5 de gener de 2006     | Kitt Peak            | Spacewatch        |
| 233279 | 2006 AK48              | 8 de gener de 2006     | Mount Lemmon         | Mt. Lemmon Survey |
| 233280 | 2006 AZ60              | 5 de gener de 2006     | Kitt Peak            | Spacewatch        |
| 233281 | 2006 AO77              | 6 de gener de 2006     | Mount Lemmon         | Mt. Lemmon Survey |
| 233282 | 2006 AP79              | 5 de gener de 2006     | Anderson Mesa        | LONEOS            |
| 233283 | 2006 AN85              | 7 de gener de 2006     | Anderson Mesa        | LONEOS            |
| 233284 | 2006 AC90              | 5 de gener de 2006     | Mount Lemmon         | Mt. Lemmon Survey |
| 233285 | 2006 AS90              | 6 de gener de 2006     | Kitt Peak            | Spacewatch        |
| 233286 | 2006 AS93              | 7 de gener de 2006     | Mount Lemmon         | Mt. Lemmon Survey |
| 233287 | 2006 AU93              | 7 de gener de 2006     | Mount Lemmon         | Mt. Lemmon Survey |
| 233288 | 2006 AV93              | 7 de gener de 2006     | Mount Lemmon         | Mt. Lemmon Survey |
| 233289 | 2006 AL96              | 6 de gener de 2006     | Anderson Mesa        | LONEOS            |
| 233290 | 2006 AM96              | 6 de gener de 2006     | Catalina             | CSS               |
| 233291 | 2006 AO97              | 6 de gener de 2006     | Anderson Mesa        | LONEOS            |
| 233292 | 2006 BV                | 19 de gener de 2006    | Vallemare Borbon     | V. S. Casulli     |
| 233293 | 2006 BP1               | 20 de gener de 2006    | Kitt Peak            | Spacewatch        |
| 233294 | 2006 BX1               | 20 de gener de 2006    | Kitt Peak            | Spacewatch        |
| 233295 | 2006 BC7               | 20 de gener de 2006    | Kitt Peak            | Spacewatch        |
| 233296 | 2006 BO10              | 20 de gener de 2006    | Kitt Peak            | Spacewatch        |
| 233297 | 2006 BS20              | 22 de gener de 2006    | Mount Lemmon         | Mt. Lemmon Survey |
| 233298 | 2006 BU24              | 23 de gener de 2006    | Mount Lemmon         | Mt. Lemmon Survey |
| 233299 | 2006 BE29              | 23 de gener de 2006    | Mount Lemmon         | Mt. Lemmon Survey |
| 233300 | 2006 BS29              | 23 de gener de 2006    | Nyukasa              | Nyukasa           |

## 233301-233400
| Nom              | Designació provisional | Data de descobriment | Lloc de descobriment | Descobridor/s        |
| ---------------- | ---------------------- | -------------------- | -------------------- | -------------------- |
| 233301           | 2006 BO39              | 19 de gener de 2006  | Catalina             | CSS                  |
| 233302           | 2006 BK45              | 23 de gener de 2006  | Mount Lemmon         | Mt. Lemmon Survey    |
| 233303           | 2006 BG46              | 23 de gener de 2006  | Mount Lemmon         | Mt. Lemmon Survey    |
| 233304           | 2006 BW56              | 22 de gener de 2006  | Mount Lemmon         | Mt. Lemmon Survey    |
| 233305           | 2006 BD69              | 23 de gener de 2006  | Kitt Peak            | Spacewatch           |
| 233306           | 2006 BL72              | 23 de gener de 2006  | Kitt Peak            | Spacewatch           |
| 233307           | 2006 BP72              | 23 de gener de 2006  | Kitt Peak            | Spacewatch           |
| 233308           | 2006 BP78              | 23 de gener de 2006  | Catalina             | CSS                  |
| 233309           | 2006 BA79              | 23 de gener de 2006  | Kitt Peak            | Spacewatch           |
| 233310           | 2006 BR87              | 25 de gener de 2006  | Kitt Peak            | Spacewatch           |
| 233311           | 2006 BC91              | 26 de gener de 2006  | Kitt Peak            | Spacewatch           |
| 233312           | 2006 BH129             | 26 de gener de 2006  | Mount Lemmon         | Mt. Lemmon Survey    |
| 233313           | 2006 BM129             | 26 de gener de 2006  | Mount Lemmon         | Mt. Lemmon Survey    |
| 233314           | 2006 BL130             | 26 de gener de 2006  | Kitt Peak            | Spacewatch           |
| 233315           | 2006 BW132             | 26 de gener de 2006  | Kitt Peak            | Spacewatch           |
| 233316           | 2006 BO135             | 27 de gener de 2006  | Mount Lemmon         | Mt. Lemmon Survey    |
| 233317           | 2006 BW144             | 23 de gener de 2006  | Catalina             | CSS                  |
| 233318           | 2006 BZ165             | 26 de gener de 2006  | Mount Lemmon         | Mt. Lemmon Survey    |
| 233319           | 2006 BY168             | 26 de gener de 2006  | Mount Lemmon         | Mt. Lemmon Survey    |
| 233320           | 2006 BT183             | 27 de gener de 2006  | Mount Lemmon         | Mt. Lemmon Survey    |
| 233321           | 2006 BP194             | 30 de gener de 2006  | Kitt Peak            | Spacewatch           |
| 233322           | 2006 BD199             | 30 de gener de 2006  | Kitt Peak            | Spacewatch           |
| 233323           | 2006 BL212             | 31 de gener de 2006  | Kitt Peak            | Spacewatch           |
| 233324           | 2006 BP219             | 28 de gener de 2006  | Catalina             | CSS                  |
| 233325           | 2006 BF223             | 30 de gener de 2006  | Kitt Peak            | Spacewatch           |
| 233326           | 2006 BU247             | 31 de gener de 2006  | Kitt Peak            | Spacewatch           |
| 233327           | 2006 BM251             | 31 de gener de 2006  | Kitt Peak            | Spacewatch           |
| 233328           | 2006 BE255             | 31 de gener de 2006  | Kitt Peak            | Spacewatch           |
| 233329           | 2006 BC266             | 31 de gener de 2006  | Kitt Peak            | Spacewatch           |
| 233330           | 2006 BB279             | 30 de gener de 2006  | Kitt Peak            | Spacewatch           |
| 233331           | 2006 BP282             | 23 de gener de 2006  | Kitt Peak            | Spacewatch           |
| 233332           | 2006 CS10              | 8 de febrer de 2006  | Wrightwood           | J. W. Young          |
| 233333           | 2006 CB26              | 2 de febrer de 2006  | Kitt Peak            | Spacewatch           |
| 233334           | 2006 CO30              | 2 de febrer de 2006  | Kitt Peak            | Spacewatch           |
| 233335           | 2006 CN40              | 2 de febrer de 2006  | Mount Lemmon         | Mt. Lemmon Survey    |
| 233336           | 2006 CK50              | 3 de febrer de 2006  | Mount Lemmon         | Mt. Lemmon Survey    |
| 233337           | 2006 CL59              | 6 de febrer de 2006  | Anderson Mesa        | LONEOS               |
| 233338           | 2006 CM59              | 6 de febrer de 2006  | Mount Lemmon         | Mt. Lemmon Survey    |
| 233339           | 2006 DT                | 20 de febrer de 2006 | Marly                | Observatoire Naef    |
| 233340           | 2006 DA10              | 21 de febrer de 2006 | Catalina             | CSS                  |
| 233341           | 2006 DK10              | 20 de febrer de 2006 | Kitt Peak            | Spacewatch           |
| 233342           | 2006 DQ10              | 20 de febrer de 2006 | Catalina             | CSS                  |
| 233343           | 2006 DH13              | 22 de febrer de 2006 | Catalina             | CSS                  |
| 233344           | 2006 DF19              | 20 de febrer de 2006 | Kitt Peak            | Spacewatch           |
| 233345           | 2006 DU20              | 20 de febrer de 2006 | Catalina             | CSS                  |
| 233346           | 2006 DL28              | 20 de febrer de 2006 | Kitt Peak            | Spacewatch           |
| 233347           | 2006 DM32              | 20 de febrer de 2006 | Mount Lemmon         | Mt. Lemmon Survey    |
| 233348           | 2006 DW33              | 20 de febrer de 2006 | Kitt Peak            | Spacewatch           |
| 233349           | 2006 DM41              | 23 de febrer de 2006 | Anderson Mesa        | LONEOS               |
| 233350           | 2006 DT61              | 24 de febrer de 2006 | Kitt Peak            | Spacewatch           |
| 233351           | 2006 DU61              | 24 de febrer de 2006 | Palomar              | NEAT                 |
| 233352           | 2006 DJ71              | 21 de febrer de 2006 | Mount Lemmon         | Mt. Lemmon Survey    |
| 233353           | 2006 DX71              | 21 de febrer de 2006 | Mount Lemmon         | Mt. Lemmon Survey    |
| 233354           | 2006 DA72              | 21 de febrer de 2006 | Mount Lemmon         | Mt. Lemmon Survey    |
| 233355           | 2006 DX83              | 24 de febrer de 2006 | Kitt Peak            | Spacewatch           |
| 233356           | 2006 DQ86              | 24 de febrer de 2006 | Kitt Peak            | Spacewatch           |
| 233357           | 2006 DR92              | 24 de febrer de 2006 | Socorro              | LINEAR               |
| 233358           | 2006 DT94              | 24 de febrer de 2006 | Kitt Peak            | Spacewatch           |
| 233359           | 2006 DA96              | 24 de febrer de 2006 | Kitt Peak            | Spacewatch           |
| 233360           | 2006 DE97              | 24 de febrer de 2006 | Mount Lemmon         | Mt. Lemmon Survey    |
| 233361           | 2006 DO106             | 25 de febrer de 2006 | Mount Lemmon         | Mt. Lemmon Survey    |
| 233362           | 2006 DZ117             | 27 de febrer de 2006 | Kitt Peak            | Spacewatch           |
| 233363           | 2006 DA124             | 24 de febrer de 2006 | Mount Lemmon         | Mt. Lemmon Survey    |
| 233364           | 2006 DE124             | 24 de febrer de 2006 | Mount Lemmon         | Mt. Lemmon Survey    |
| 233365           | 2006 DT124             | 24 de febrer de 2006 | Mount Lemmon         | Mt. Lemmon Survey    |
| 233366           | 2006 DH138             | 25 de febrer de 2006 | Kitt Peak            | Spacewatch           |
| 233367           | 2006 DX144             | 25 de febrer de 2006 | Mount Lemmon         | Mt. Lemmon Survey    |
| 233368           | 2006 DH152             | 25 de febrer de 2006 | Kitt Peak            | Spacewatch           |
| 233369           | 2006 DU152             | 25 de febrer de 2006 | Kitt Peak            | Spacewatch           |
| 233370           | 2006 DL161             | 27 de febrer de 2006 | Kitt Peak            | Spacewatch           |
| 233371           | 2006 DM169             | 27 de febrer de 2006 | Kitt Peak            | Spacewatch           |
| 233372           | 2006 DQ182             | 27 de febrer de 2006 | Mount Lemmon         | Mt. Lemmon Survey    |
| 233373           | 2006 DM188             | 27 de febrer de 2006 | Kitt Peak            | Spacewatch           |
| 233374           | 2006 DW188             | 27 de febrer de 2006 | Kitt Peak            | Spacewatch           |
| 233375           | 2006 DH190             | 27 de febrer de 2006 | Kitt Peak            | Spacewatch           |
| 233376           | 2006 DY193             | 28 de febrer de 2006 | Mount Lemmon         | Mt. Lemmon Survey    |
| 233377           | 2006 DZ197             | 25 de febrer de 2006 | Catalina             | CSS                  |
| 233378           | 2006 DP199             | 23 de febrer de 2006 | Anderson Mesa        | LONEOS               |
| 233379           | 2006 DH210             | 20 de febrer de 2006 | Kitt Peak            | Spacewatch           |
| 233380           | 2006 DJ212             | 26 de febrer de 2006 | Kitt Peak            | Spacewatch           |
| 233381           | 2006 DY214             | 24 de febrer de 2006 | Kitt Peak            | Spacewatch           |
| 233382           | 2006 DE217             | 20 de febrer de 2006 | Mount Lemmon         | Mt. Lemmon Survey    |
| 233383 Assisneto | 2006 EP                | 4 de març de 2006    | Nogales              | J.-C. Merlin         |
| 233384           | 2006 EG5               | 2 de març de 2006    | Kitt Peak            | Spacewatch           |
| 233385           | 2006 EH10              | 2 de març de 2006    | Kitt Peak            | Spacewatch           |
| 233386           | 2006 EH19              | 2 de març de 2006    | Kitt Peak            | Spacewatch           |
| 233387           | 2006 EP23              | 3 de març de 2006    | Kitt Peak            | Spacewatch           |
| 233388           | 2006 EP27              | 3 de març de 2006    | Mount Lemmon         | Mt. Lemmon Survey    |
| 233389           | 2006 EL33              | 3 de març de 2006    | Mount Lemmon         | Mt. Lemmon Survey    |
| 233390           | 2006 EL34              | 3 de març de 2006    | Kitt Peak            | Spacewatch           |
| 233391           | 2006 EU47              | 4 de març de 2006    | Kitt Peak            | Spacewatch           |
| 233392           | 2006 FP6               | 23 de març de 2006   | Mount Lemmon         | Mt. Lemmon Survey    |
| 233393           | 2006 FP17              | 23 de març de 2006   | Kitt Peak            | Spacewatch           |
| 233394           | 2006 FT17              | 23 de març de 2006   | Kitt Peak            | Spacewatch           |
| 233395           | 2006 FH22              | 24 de març de 2006   | Mount Lemmon         | Mt. Lemmon Survey    |
| 233396           | 2006 FJ26              | 24 de març de 2006   | Mount Lemmon         | Mt. Lemmon Survey    |
| 233397           | 2006 FK26              | 24 de març de 2006   | Mount Lemmon         | Mt. Lemmon Survey    |
| 233398           | 2006 FW29              | 24 de març de 2006   | Mount Lemmon         | Mt. Lemmon Survey    |
| 233399           | 2006 FN34              | 24 de març de 2006   | Siding Spring        | Siding Spring Survey |
| 233400           | 2006 FK37              | 24 de març de 2006   | Catalina             | CSS                  |

## 233401-233500
| Nom    | Designació provisional | Data de descobriment   | Lloc de descobriment | Descobridor/s         |
| ------ | ---------------------- | ---------------------- | -------------------- | --------------------- |
| 233401 | 2006 FF39              | 23 de març de 2006     | Mount Lemmon         | Mt. Lemmon Survey     |
| 233402 | 2006 FL42              | 26 de març de 2006     | Mount Lemmon         | Mt. Lemmon Survey     |
| 233403 | 2006 FF45              | 24 de març de 2006     | Mount Lemmon         | Mt. Lemmon Survey     |
| 233404 | 2006 FT46              | 23 de març de 2006     | Socorro              | LINEAR                |
| 233405 | 2006 FO48              | 24 de març de 2006     | Anderson Mesa        | LONEOS                |
| 233406 | 2006 FX52              | 25 de març de 2006     | Kitt Peak            | Spacewatch            |
| 233407 | 2006 GS4               | 2 d'abril de 2006      | Kitt Peak            | Spacewatch            |
| 233408 | 2006 GY11              | 2 d'abril de 2006      | Kitt Peak            | Spacewatch            |
| 233409 | 2006 GJ17              | 2 d'abril de 2006      | Kitt Peak            | Spacewatch            |
| 233410 | 2006 GQ19              | 2 d'abril de 2006      | Kitt Peak            | Spacewatch            |
| 233411 | 2006 GM21              | 2 d'abril de 2006      | Mount Lemmon         | Mt. Lemmon Survey     |
| 233412 | 2006 GL30              | 2 d'abril de 2006      | Mount Lemmon         | Mt. Lemmon Survey     |
| 233413 | 2006 GH38              | 2 d'abril de 2006      | Vail-Jarnac          | Jarnac                |
| 233414 | 2006 GE40              | 6 d'abril de 2006      | Socorro              | LINEAR                |
| 233415 | 2006 GA42              | 8 d'abril de 2006      | Catalina             | CSS                   |
| 233416 | 2006 GJ47              | 9 d'abril de 2006      | Mount Lemmon         | Mt. Lemmon Survey     |
| 233417 | 2006 GE50              | 8 d'abril de 2006      | Siding Spring        | Siding Spring Survey  |
| 233418 | 2006 GO50              | 9 d'abril de 2006      | Siding Spring        | Siding Spring Survey  |
| 233419 | 2006 GZ52              | 8 d'abril de 2006      | Socorro              | LINEAR                |
| 233420 | 2006 HE                | 18 d'abril de 2006     | Kitt Peak            | Spacewatch            |
| 233421 | 2006 HW1               | 18 d'abril de 2006     | Palomar              | NEAT                  |
| 233422 | 2006 HS7               | 19 d'abril de 2006     | Palomar              | NEAT                  |
| 233423 | 2006 HW7               | 20 d'abril de 2006     | Mayhill              | A. Lowe               |
| 233424 | 2006 HP9               | 19 d'abril de 2006     | Kitt Peak            | Spacewatch            |
| 233425 | 2006 HR12              | 19 d'abril de 2006     | Mount Lemmon         | Mt. Lemmon Survey     |
| 233426 | 2006 HX15              | 20 d'abril de 2006     | Kitt Peak            | Spacewatch            |
| 233427 | 2006 HQ31              | 19 d'abril de 2006     | Kitt Peak            | Spacewatch            |
| 233428 | 2006 HV31              | 19 d'abril de 2006     | Kitt Peak            | Spacewatch            |
| 233429 | 2006 HN40              | 21 d'abril de 2006     | Catalina             | CSS                   |
| 233430 | 2006 HZ41              | 21 d'abril de 2006     | Kitt Peak            | Spacewatch            |
| 233431 | 2006 HU44              | 25 d'abril de 2006     | Kitt Peak            | Spacewatch            |
| 233432 | 2006 HS53              | 19 d'abril de 2006     | Catalina             | CSS                   |
| 233433 | 2006 HY54              | 21 d'abril de 2006     | Catalina             | CSS                   |
| 233434 | 2006 HZ55              | 26 d'abril de 2006     | Catalina             | CSS                   |
| 233435 | 2006 HK58              | 30 d'abril de 2006     | Kanab                | E. Sheridan           |
| 233436 | 2006 HN65              | 24 d'abril de 2006     | Kitt Peak            | Spacewatch            |
| 233437 | 2006 HF69              | 24 d'abril de 2006     | Mount Lemmon         | Mt. Lemmon Survey     |
| 233438 | 2006 HU70              | 25 d'abril de 2006     | Kitt Peak            | Spacewatch            |
| 233439 | 2006 HJ72              | 25 d'abril de 2006     | Kitt Peak            | Spacewatch            |
| 233440 | 2006 HZ73              | 25 d'abril de 2006     | Kitt Peak            | Spacewatch            |
| 233441 | 2006 HE78              | 26 d'abril de 2006     | Kitt Peak            | Spacewatch            |
| 233442 | 2006 HR79              | 26 d'abril de 2006     | Kitt Peak            | Spacewatch            |
| 233443 | 2006 HC87              | 30 d'abril de 2006     | Kitt Peak            | Spacewatch            |
| 233444 | 2006 HP93              | 29 d'abril de 2006     | Kitt Peak            | Spacewatch            |
| 233445 | 2006 HT102             | 30 d'abril de 2006     | Kitt Peak            | Spacewatch            |
| 233446 | 2006 HQ106             | 30 d'abril de 2006     | Kitt Peak            | Spacewatch            |
| 233447 | 2006 HU107             | 30 d'abril de 2006     | Kitt Peak            | Spacewatch            |
| 233448 | 2006 HY108             | 30 d'abril de 2006     | Catalina             | CSS                   |
| 233449 | 2006 HS110             | 30 d'abril de 2006     | Kitt Peak            | Spacewatch            |
| 233450 | 2006 HH111             | 26 d'abril de 2006     | Siding Spring        | Siding Spring Survey  |
| 233451 | 2006 HR115             | 26 d'abril de 2006     | Kitt Peak            | Spacewatch            |
| 233452 | 2006 JT2               | 2 de maig de 2006      | Mount Lemmon         | Mt. Lemmon Survey     |
| 233453 | 2006 JV15              | 2 de maig de 2006      | Mount Lemmon         | Mt. Lemmon Survey     |
| 233454 | 2006 JD16              | 2 de maig de 2006      | Mount Lemmon         | Mt. Lemmon Survey     |
| 233455 | 2006 JC21              | 2 de maig de 2006      | Kitt Peak            | Spacewatch            |
| 233456 | 2006 JS38              | 6 de maig de 2006      | Kitt Peak            | Spacewatch            |
| 233457 | 2006 JM42              | 2 de maig de 2006      | Kitt Peak            | Spacewatch            |
| 233458 | 2006 JW55              | 1 de maig de 2006      | Catalina             | CSS                   |
| 233459 | 2006 JJ62              | 1 de maig de 2006      | Kitt Peak            | M. W. Buie            |
| 233460 | 2006 KL2               | 18 de maig de 2006     | Palomar              | NEAT                  |
| 233461 | 2006 KF10              | 19 de maig de 2006     | Mount Lemmon         | Mt. Lemmon Survey     |
| 233462 | 2006 KV13              | 20 de maig de 2006     | Kitt Peak            | Spacewatch            |
| 233463 | 2006 KF16              | 20 de maig de 2006     | Palomar              | NEAT                  |
| 233464 | 2006 KD18              | 21 de maig de 2006     | Kitt Peak            | Spacewatch            |
| 233465 | 2006 KZ34              | 20 de maig de 2006     | Kitt Peak            | Spacewatch            |
| 233466 | 2006 KK50              | 21 de maig de 2006     | Kitt Peak            | Spacewatch            |
| 233467 | 2006 KK73              | 23 de maig de 2006     | Kitt Peak            | Spacewatch            |
| 233468 | 2006 KL79              | 25 de maig de 2006     | Mount Lemmon         | Mt. Lemmon Survey     |
| 233469 | 2006 KQ89              | 29 de maig de 2006     | Mayhill              | A. Lowe               |
| 233470 | 2006 KT109             | 31 de maig de 2006     | Mount Lemmon         | Mt. Lemmon Survey     |
| 233471 | 2006 KM110             | 31 de maig de 2006     | Mount Lemmon         | Mt. Lemmon Survey     |
| 233472 | 2006 KB143             | 25 de maig de 2006     | Mauna Kea            | P. A. Wiegert         |
| 233473 | 2006 LJ7               | 15 de juny de 2006     | Siding Spring        | Siding Spring Survey  |
| 233474 | 2006 MK4               | 17 de juny de 2006     | Kitt Peak            | Spacewatch            |
| 233475 | 2006 PQ25              | 13 d'agost de 2006     | Palomar              | NEAT                  |
| 233476 | 2006 QJ39              | 19 d'agost de 2006     | Anderson Mesa        | LONEOS                |
| 233477 | 2006 RV78              | 15 de setembre de 2006 | Kitt Peak            | Spacewatch            |
| 233478 | 2006 SD7               | 18 de setembre de 2006 | Siding Spring        | Siding Spring Survey  |
| 233479 | 2006 SV16              | 17 de setembre de 2006 | Kitt Peak            | Spacewatch            |
| 233480 | 2006 SF20              | 16 de setembre de 2006 | Catalina             | CSS                   |
| 233481 | 2006 SB29              | 17 de setembre de 2006 | Kitt Peak            | Spacewatch            |
| 233482 | 2006 SD147             | 19 de setembre de 2006 | Kitt Peak            | Spacewatch            |
| 233483 | 2006 SC352             | 30 de setembre de 2006 | Catalina             | CSS                   |
| 233484 | 2006 SF360             | 30 de setembre de 2006 | Kitt Peak            | Spacewatch            |
| 233485 | 2006 TB74              | 11 d'octubre de 2006   | Palomar              | NEAT                  |
| 233486 | 2006 UF1               | 16 d'octubre de 2006   | Piszkesteto          | K. Sarneczky, Z. Kuli |
| 233487 | 2006 XA19              | 11 de desembre de 2006 | Kitt Peak            | Spacewatch            |
| 233488 | 2006 YG                | 16 de desembre de 2006 | Vicques              | M. Ory                |
| 233489 | 2007 AM25              | 15 de gener de 2007    | Catalina             | CSS                   |
| 233490 | 2007 BT80              | 17 de gener de 2007    | Kitt Peak            | Spacewatch            |
| 233491 | 2007 CL5               | 7 de febrer de 2007    | Kitt Peak            | Spacewatch            |
| 233492 | 2007 CK21              | 6 de febrer de 2007    | Palomar              | NEAT                  |
| 233493 | 2007 CJ23              | 7 de febrer de 2007    | Catalina             | CSS                   |
| 233494 | 2007 CW26              | 12 de febrer de 2007   | Junk Bond            | D. Healy              |
| 233495 | 2007 DF48              | 21 de febrer de 2007   | Mount Lemmon         | Mt. Lemmon Survey     |
| 233496 | 2007 DS50              | 17 de febrer de 2007   | Kitt Peak            | Spacewatch            |
| 233497 | 2007 DQ90              | 23 de febrer de 2007   | Kitt Peak            | Spacewatch            |
| 233498 | 2007 EC14              | 9 de març de 2007      | Kitt Peak            | Spacewatch            |
| 233499 | 2007 ER15              | 9 de març de 2007      | Kitt Peak            | Spacewatch            |
| 233500 | 2007 EV23              | 10 de març de 2007     | Mount Lemmon         | Mt. Lemmon Survey     |

## 233501-233600
| Nom             | Designació provisional | Data de descobriment   | Lloc de descobriment | Descobridor/s            |
| --------------- | ---------------------- | ---------------------- | -------------------- | ------------------------ |
| 233501          | 2007 EQ27              | 9 de març de 2007      | Kitt Peak            | Spacewatch               |
| 233502          | 2007 EC32              | 10 de març de 2007     | Kitt Peak            | Spacewatch               |
| 233503          | 2007 EM51              | 10 de març de 2007     | Mount Lemmon         | Mt. Lemmon Survey        |
| 233504          | 2007 EA75              | 10 de març de 2007     | Kitt Peak            | Spacewatch               |
| 233505          | 2007 EK82              | 11 de març de 2007     | Mount Lemmon         | Mt. Lemmon Survey        |
| 233506          | 2007 EW102             | 11 de març de 2007     | Kitt Peak            | Spacewatch               |
| 233507          | 2007 ED142             | 12 de març de 2007     | Kitt Peak            | Spacewatch               |
| 233508          | 2007 ET160             | 14 de març de 2007     | Catalina             | CSS                      |
| 233509          | 2007 EB161             | 14 de març de 2007     | Catalina             | CSS                      |
| 233510          | 2007 EK168             | 13 de març de 2007     | Kitt Peak            | Spacewatch               |
| 233511          | 2007 EE181             | 14 de març de 2007     | Kitt Peak            | Spacewatch               |
| 233512          | 2007 EU184             | 13 de març de 2007     | Catalina             | CSS                      |
| 233513          | 2007 EM204             | 11 de març de 2007     | Kitt Peak            | Spacewatch               |
| 233514          | 2007 EY210             | 8 de març de 2007      | Palomar              | NEAT                     |
| 233515          | 2007 FC13              | 19 de març de 2007     | Catalina             | CSS                      |
| 233516          | 2007 FZ32              | 20 de març de 2007     | Kitt Peak            | Spacewatch               |
| 233517          | 2007 GP14              | 11 d'abril de 2007     | Kitt Peak            | Spacewatch               |
| 233518          | 2007 GT27              | 11 d'abril de 2007     | Catalina             | CSS                      |
| 233519          | 2007 GX29              | 14 d'abril de 2007     | Kitt Peak            | Spacewatch               |
| 233520          | 2007 GW40              | 14 d'abril de 2007     | Kitt Peak            | Spacewatch               |
| 233521          | 2007 GU44              | 14 d'abril de 2007     | Kitt Peak            | Spacewatch               |
| 233522          | 2007 HB4               | 18 d'abril de 2007     | Pises                | Pises                    |
| 233523          | 2007 HD7               | 16 d'abril de 2007     | Socorro              | LINEAR                   |
| 233524          | 2007 HK11              | 18 d'abril de 2007     | Kitt Peak            | Spacewatch               |
| 233525          | 2007 HM14              | 19 d'abril de 2007     | Kitt Peak            | Spacewatch               |
| 233526          | 2007 HA26              | 18 d'abril de 2007     | Kitt Peak            | Spacewatch               |
| 233527          | 2007 HU31              | 19 d'abril de 2007     | Kitt Peak            | Spacewatch               |
| 233528          | 2007 HY32              | 19 d'abril de 2007     | Mount Lemmon         | Mt. Lemmon Survey        |
| 233529          | 2007 HJ35              | 19 d'abril de 2007     | Kitt Peak            | Spacewatch               |
| 233530          | 2007 HP43              | 22 d'abril de 2007     | Mount Lemmon         | Mt. Lemmon Survey        |
| 233531          | 2007 HM61              | 20 d'abril de 2007     | Kitt Peak            | Spacewatch               |
| 233532          | 2007 HA68              | 23 d'abril de 2007     | Kitt Peak            | Spacewatch               |
| 233533          | 2007 HC68              | 23 d'abril de 2007     | Kitt Peak            | Spacewatch               |
| 233534          | 2007 HN74              | 22 d'abril de 2007     | Kitt Peak            | Spacewatch               |
| 233535          | 2007 HU78              | 23 d'abril de 2007     | Catalina             | CSS                      |
| 233536          | 2007 HT79              | 23 d'abril de 2007     | Kitt Peak            | Spacewatch               |
| 233537          | 2007 HR85              | 24 d'abril de 2007     | Kitt Peak            | Spacewatch               |
| 233538          | 2007 HJ95              | 25 d'abril de 2007     | Kitt Peak            | Spacewatch               |
| 233539          | 2007 HW97              | 25 d'abril de 2007     | Kitt Peak            | Spacewatch               |
| 233540          | 2007 JS12              | 7 de maig de 2007      | Kitt Peak            | Spacewatch               |
| 233541          | 2007 JQ15              | 10 de maig de 2007     | Mount Lemmon         | Mt. Lemmon Survey        |
| 233542          | 2007 JY18              | 9 de maig de 2007      | Kitt Peak            | Spacewatch               |
| 233543          | 2007 JJ21              | 12 de maig de 2007     | Tiki                 | S. F. Hoenig, N. Teamo   |
| 233544          | 2007 JY22              | 11 de maig de 2007     | Lulin                | LUSS                     |
| 233545          | 2007 JU25              | 9 de maig de 2007      | Kitt Peak            | Spacewatch               |
| 233546          | 2007 JN26              | 9 de maig de 2007      | Kitt Peak            | Spacewatch               |
| 233547 Luxun    | 2007 JR27              | 9 de maig de 2007      | Lulin                | Q.-z. Ye, C.-Y. Shih     |
| 233548          | 2007 JW28              | 10 de maig de 2007     | Kitt Peak            | Spacewatch               |
| 233549          | 2007 JP30              | 11 de maig de 2007     | Mount Lemmon         | Mt. Lemmon Survey        |
| 233550          | 2007 JC31              | 12 de maig de 2007     | Kitt Peak            | Spacewatch               |
| 233551          | 2007 LD13              | 9 de juny de 2007      | Kitt Peak            | Spacewatch               |
| 233552          | 2007 LC17              | 10 de juny de 2007     | Kitt Peak            | Spacewatch               |
| 233553          | 2007 MO13              | 17 de juny de 2007     | Kitt Peak            | Spacewatch               |
| 233554          | 2007 MF24              | 23 de juny de 2007     | Tiki                 | N. Teamo                 |
| 233555          | 2007 NT3               | 12 de juliol de 2007   | Reedy Creek          | J. Broughton             |
| 233556          | 2007 NX3               | 13 de juliol de 2007   | Reedy Creek          | J. Broughton             |
| 233557          | 2007 NA5               | 15 de juliol de 2007   | Reedy Creek          | J. Broughton             |
| 233558          | 2007 OF5               | 23 de juliol de 2007   | Tiki                 | S. F. Hoenig, N. Teamo   |
| 233559 Pizzetti | 2007 PJ                | 4 d'agost de 2007      | Lumezzane            | W. Marinello, M. Micheli |
| 233560          | 2007 PZ                | 4 d'agost de 2007      | Reedy Creek          | J. Broughton             |
| 233561          | 2007 PZ1               | 6 d'agost de 2007      | Tiki                 | N. Teamo, J. C. Pelle    |
| 233562          | 2007 PG6               | 8 d'agost de 2007      | Tiki                 | N. Teamo, J. C. Pelle    |
| 233563          | 2007 PM6               | 7 d'agost de 2007      | Reedy Creek          | J. Broughton             |
| 233564          | 2007 PR11              | 11 d'agost de 2007     | Anderson Mesa        | LONEOS                   |
| 233565          | 2007 PD13              | 8 d'agost de 2007      | Socorro              | LINEAR                   |
| 233566          | 2007 PT13              | 8 d'agost de 2007      | Socorro              | LINEAR                   |
| 233567          | 2007 PU15              | 8 d'agost de 2007      | Socorro              | LINEAR                   |
| 233568          | 2007 PW20              | 9 d'agost de 2007      | Socorro              | LINEAR                   |
| 233569          | 2007 PB26              | 9 d'agost de 2007      | Socorro              | LINEAR                   |
| 233570          | 2007 PU29              | 8 d'agost de 2007      | Socorro              | LINEAR                   |
| 233571          | 2007 PW29              | 8 d'agost de 2007      | Socorro              | LINEAR                   |
| 233572          | 2007 PR31              | 8 d'agost de 2007      | Socorro              | LINEAR                   |
| 233573          | 2007 PX42              | 9 d'agost de 2007      | Socorro              | LINEAR                   |
| 233574          | 2007 PR46              | 10 d'agost de 2007     | Kitt Peak            | Spacewatch               |
| 233575          | 2007 PZ46              | 10 d'agost de 2007     | Kitt Peak            | Spacewatch               |
| 233576          | 2007 QL                | 16 d'agost de 2007     | Socorro              | LINEAR                   |
| 233577          | 2007 QU1               | 17 d'agost de 2007     | Bisei SG Center      | BATTeRS                  |
| 233578          | 2007 QK5               | 16 d'agost de 2007     | XuYi                 | PMO Neo Survey Program   |
| 233579          | 2007 QK6               | 21 d'agost de 2007     | Anderson Mesa        | LONEOS                   |
| 233580          | 2007 QW8               | 22 d'agost de 2007     | Anderson Mesa        | LONEOS                   |
| 233581          | 2007 QX8               | 22 d'agost de 2007     | Anderson Mesa        | LONEOS                   |
| 233582          | 2007 QH13              | 24 d'agost de 2007     | Kitt Peak            | Spacewatch               |
| 233583          | 2007 RR                | 1 de setembre de 2007  | Siding Spring        | K. Sarneczky, L. Kiss    |
| 233584          | 2007 RQ2               | 2 de setembre de 2007  | Catalina             | CSS                      |
| 233585          | 2007 RJ18              | 14 de setembre de 2007 | Vicques              | M. Ory                   |
| 233586          | 2007 RA23              | 3 de setembre de 2007  | Mount Lemmon         | Mt. Lemmon Survey        |
| 233587          | 2007 RY25              | 4 de setembre de 2007  | Mount Lemmon         | Mt. Lemmon Survey        |
| 233588          | 2007 RD58              | 9 de setembre de 2007  | Anderson Mesa        | LONEOS                   |
| 233589          | 2007 RC70              | 10 de setembre de 2007 | Kitt Peak            | Spacewatch               |
| 233590          | 2007 RX81              | 10 de setembre de 2007 | Mount Lemmon         | Mt. Lemmon Survey        |
| 233591          | 2007 RS103             | 11 de setembre de 2007 | Catalina             | CSS                      |
| 233592          | 2007 RT109             | 11 de setembre de 2007 | Eskridge             | G. Hug                   |
| 233593          | 2007 RH116             | 11 de setembre de 2007 | Kitt Peak            | Spacewatch               |
| 233594          | 2007 RD120             | 11 de setembre de 2007 | Lulin                | LUSS                     |
| 233595          | 2007 RM134             | 12 de setembre de 2007 | Catalina             | CSS                      |
| 233596          | 2007 RY134             | 12 de setembre de 2007 | Goodricke-Pigott     | R. A. Tucker             |
| 233597          | 2007 RJ135             | 13 de setembre de 2007 | Goodricke-Pigott     | R. A. Tucker             |
| 233598          | 2007 RR137             | 14 de setembre de 2007 | Anderson Mesa        | LONEOS                   |
| 233599          | 2007 RN158             | 12 de setembre de 2007 | Catalina             | CSS                      |
| 233600          | 2007 RO168             | 10 de setembre de 2007 | Kitt Peak            | Spacewatch               |

## 233601-233700
| Nom           | Designació provisional | Data de descobriment   | Lloc de descobriment | Descobridor/s          |
| ------------- | ---------------------- | ---------------------- | -------------------- | ---------------------- |
| 233601        | 2007 RT210             | 11 de setembre de 2007 | Kitt Peak            | Spacewatch             |
| 233602        | 2007 RW260             | 14 de setembre de 2007 | Kitt Peak            | Spacewatch             |
| 233603        | 2007 RL277             | 5 de setembre de 2007  | Anderson Mesa        | LONEOS                 |
| 233604        | 2007 RT308             | 15 de setembre de 2007 | Kitt Peak            | Spacewatch             |
| 233605        | 2007 RE310             | 4 de setembre de 2007  | Catalina             | CSS                    |
| 233606        | 2007 SE10              | 19 de setembre de 2007 | Kitt Peak            | Spacewatch             |
| 233607        | 2007 SX12              | 19 de setembre de 2007 | Kitt Peak            | Spacewatch             |
| 233608        | 2007 SK16              | 30 de setembre de 2007 | Kitt Peak            | Spacewatch             |
| 233609        | 2007 TV6               | 6 d'octubre de 2007    | La Sagra             | La Sagra               |
| 233610        | 2007 TE76              | 5 d'octubre de 2007    | Kitt Peak            | Spacewatch             |
| 233611        | 2007 TH89              | 8 d'octubre de 2007    | Mount Lemmon         | Mt. Lemmon Survey      |
| 233612        | 2007 TB135             | 8 d'octubre de 2007    | Kitt Peak            | Spacewatch             |
| 233613        | 2007 TT143             | 6 d'octubre de 2007    | Socorro              | LINEAR                 |
| 233614        | 2007 TS153             | 9 d'octubre de 2007    | Socorro              | LINEAR                 |
| 233615        | 2007 TM156             | 9 d'octubre de 2007    | Socorro              | LINEAR                 |
| 233616        | 2007 TA168             | 12 d'octubre de 2007   | Socorro              | LINEAR                 |
| 233617        | 2007 TS171             | 13 d'octubre de 2007   | Socorro              | LINEAR                 |
| 233618        | 2007 TQ204             | 8 d'octubre de 2007    | Mount Lemmon         | Mt. Lemmon Survey      |
| 233619        | 2007 TZ204             | 8 d'octubre de 2007    | Mount Lemmon         | Mt. Lemmon Survey      |
| 233620        | 2007 TL221             | 9 d'octubre de 2007    | Kitt Peak            | Spacewatch             |
| 233621        | 2007 TP235             | 9 d'octubre de 2007    | Mount Lemmon         | Mt. Lemmon Survey      |
| 233622        | 2007 TJ236             | 9 d'octubre de 2007    | Mount Lemmon         | Mt. Lemmon Survey      |
| 233623        | 2007 TG243             | 8 d'octubre de 2007    | Catalina             | CSS                    |
| 233624        | 2007 TS272             | 9 d'octubre de 2007    | Kitt Peak            | Spacewatch             |
| 233625        | 2007 TR274             | 11 d'octubre de 2007   | Kitt Peak            | Spacewatch             |
| 233626        | 2007 TO393             | 14 d'octubre de 2007   | Mount Lemmon         | Mt. Lemmon Survey      |
| 233627        | 2007 TF440             | 9 d'octubre de 2007    | Socorro              | LINEAR                 |
| 233628        | 2007 TD443             | 12 d'octubre de 2007   | Catalina             | CSS                    |
| 233629        | 2007 UE52              | 24 d'octubre de 2007   | Mount Lemmon         | Mt. Lemmon Survey      |
| 233630        | 2007 UF91              | 30 d'octubre de 2007   | Mount Lemmon         | Mt. Lemmon Survey      |
| 233631        | 2007 UA107             | 31 d'octubre de 2007   | Mount Lemmon         | Mt. Lemmon Survey      |
| 233632        | 2007 UC113             | 30 d'octubre de 2007   | Catalina             | CSS                    |
| 233633        | 2007 VW10              | 1 de novembre de 2007  | Kitt Peak            | Spacewatch             |
| 233634        | 2007 VF25              | 2 de novembre de 2007  | Catalina             | CSS                    |
| 233635        | 2007 VE27              | 2 de novembre de 2007  | Calvin-Rehoboth      | L. A. Molnar           |
| 233636        | 2007 VA32              | 2 de novembre de 2007  | Kitt Peak            | Spacewatch             |
| 233637        | 2007 VW89              | 4 de novembre de 2007  | Socorro              | LINEAR                 |
| 233638        | 2007 VP216             | 9 de novembre de 2007  | Kitt Peak            | Spacewatch             |
| 233639        | 2007 WO17              | 18 de novembre de 2007 | Mount Lemmon         | Mt. Lemmon Survey      |
| 233640        | 2008 AC19              | 10 de gener de 2008    | Mount Lemmon         | Mt. Lemmon Survey      |
| 233641        | 2008 HN12              | 24 d'abril de 2008     | Kitt Peak            | Spacewatch             |
| 233642        | 2008 KW                | 26 de maig de 2008     | Kitt Peak            | Spacewatch             |
| 233643        | 2008 MB1               | 27 de juny de 2008     | La Sagra             | La Sagra               |
| 233644        | 2008 OZ6               | 29 de juliol de 2008   | Crni Vrh             | Crni Vrh               |
| 233645        | 2008 OO10              | 28 de juliol de 2008   | Hibiscus             | S. F. Hoenig, N. Teamo |
| 233646        | 2008 OJ18              | 30 de juliol de 2008   | Mount Lemmon         | Mt. Lemmon Survey      |
| 233647        | 2008 PE2               | 3 d'agost de 2008      | Hibiscus             | S. F. Hoenig, N. Teamo |
| 233648        | 2008 PN8               | 6 d'agost de 2008      | La Sagra             | La Sagra               |
| 233649        | 2008 PJ12              | 10 d'agost de 2008     | Crni Vrh             | Crni Vrh               |
| 233650        | 2008 PM15              | 6 d'agost de 2008      | La Sagra             | La Sagra               |
| 233651        | 2008 PV18              | 6 d'agost de 2008      | Siding Spring        | Siding Spring Survey   |
| 233652        | 2008 PC21              | 3 d'agost de 2008      | Siding Spring        | Siding Spring Survey   |
| 233653 Rether | 2008 QR                | 23 d'agost de 2008     | Wildberg             | R. Apitzsch            |
| 233654        | 2008 QV2               | 24 d'agost de 2008     | Marly                | P. Kocher              |
| 233655        | 2008 QH12              | 25 d'agost de 2008     | La Sagra             | La Sagra               |
| 233656        | 2008 QA20              | 30 d'agost de 2008     | Hibiscus             | S. F. Hoenig, N. Teamo |
| 233657        | 2008 QE23              | 26 d'agost de 2008     | Socorro              | LINEAR                 |
| 233658        | 2008 QG28              | 30 d'agost de 2008     | La Sagra             | La Sagra               |
| 233659        | 2008 QM28              | 30 d'agost de 2008     | La Sagra             | La Sagra               |
| 233660        | 2008 QR32              | 27 d'agost de 2008     | Pises                | Pises                  |
| 233661 Alytus | 2008 QZ32              | 31 d'agost de 2008     | Moletai              | K. Cernis, E. Cernis   |
| 233662        | 2008 QB44              | 23 d'agost de 2008     | Siding Spring        | Siding Spring Survey   |
| 233663        | 2008 QM47              | 23 d'agost de 2008     | Kitt Peak            | Spacewatch             |
| 233664        | 2008 RA2               | 2 de setembre de 2008  | Kitt Peak            | Spacewatch             |
| 233665        | 2008 RO9               | 3 de setembre de 2008  | Kitt Peak            | Spacewatch             |
| 233666        | 2008 RK23              | 4 de setembre de 2008  | Socorro              | LINEAR                 |
| 233667        | 2008 RQ25              | 5 de setembre de 2008  | Junk Bond            | D. Healy               |
| 233668        | 2008 RS27              | 8 de setembre de 2008  | Dauban               | F. Kugel               |
| 233669        | 2008 RC30              | 2 de setembre de 2008  | Kitt Peak            | Spacewatch             |
| 233670        | 2008 RW35              | 2 de setembre de 2008  | Kitt Peak            | Spacewatch             |
| 233671        | 2008 RY39              | 2 de setembre de 2008  | Kitt Peak            | Spacewatch             |
| 233672        | 2008 RO42              | 2 de setembre de 2008  | Kitt Peak            | Spacewatch             |
| 233673        | 2008 RP45              | 2 de setembre de 2008  | Kitt Peak            | Spacewatch             |
| 233674        | 2008 RE57              | 3 de setembre de 2008  | Kitt Peak            | Spacewatch             |
| 233675        | 2008 RR65              | 4 de setembre de 2008  | Kitt Peak            | Spacewatch             |
| 233676        | 2008 RD67              | 4 de setembre de 2008  | Kitt Peak            | Spacewatch             |
| 233677        | 2008 RJ70              | 5 de setembre de 2008  | Kitt Peak            | Spacewatch             |
| 233678        | 2008 RX74              | 6 de setembre de 2008  | Catalina             | CSS                    |
| 233679        | 2008 RV79              | 3 de setembre de 2008  | La Sagra             | La Sagra               |
| 233680        | 2008 RU91              | 6 de setembre de 2008  | Kitt Peak            | Spacewatch             |
| 233681        | 2008 RH106             | 7 de setembre de 2008  | Mount Lemmon         | Mt. Lemmon Survey      |
| 233682        | 2008 RV110             | 3 de setembre de 2008  | Kitt Peak            | Spacewatch             |
| 233683        | 2008 RG113             | 5 de setembre de 2008  | Kitt Peak            | Spacewatch             |
| 233684        | 2008 RV116             | 7 de setembre de 2008  | Mount Lemmon         | Mt. Lemmon Survey      |
| 233685        | 2008 RG121             | 2 de setembre de 2008  | Kitt Peak            | Spacewatch             |
| 233686        | 2008 RN129             | 7 de setembre de 2008  | Mount Lemmon         | Mt. Lemmon Survey      |
| 233687        | 2008 RF134             | 6 de setembre de 2008  | Catalina             | CSS                    |
| 233688        | 2008 RC136             | 4 de setembre de 2008  | Socorro              | LINEAR                 |
| 233689        | 2008 SE4               | 22 de setembre de 2008 | Socorro              | LINEAR                 |
| 233690        | 2008 SZ5               | 22 de setembre de 2008 | Socorro              | LINEAR                 |
| 233691        | 2008 SX9               | 22 de setembre de 2008 | Socorro              | LINEAR                 |
| 233692        | 2008 SX11              | 20 de setembre de 2008 | Mount Lemmon         | Mt. Lemmon Survey      |
| 233693        | 2008 SM18              | 19 de setembre de 2008 | Kitt Peak            | Spacewatch             |
| 233694        | 2008 SM20              | 19 de setembre de 2008 | Kitt Peak            | Spacewatch             |
| 233695        | 2008 SB30              | 19 de setembre de 2008 | Kitt Peak            | Spacewatch             |
| 233696        | 2008 SU33              | 20 de setembre de 2008 | Mount Lemmon         | Mt. Lemmon Survey      |
| 233697        | 2008 SE34              | 20 de setembre de 2008 | Catalina             | CSS                    |
| 233698        | 2008 SK34              | 20 de setembre de 2008 | Catalina             | CSS                    |
| 233699        | 2008 SW45              | 20 de setembre de 2008 | Kitt Peak            | Spacewatch             |
| 233700        | 2008 SN48              | 20 de setembre de 2008 | Mount Lemmon         | Mt. Lemmon Survey      |

## 233701-233800
| Nom    | Designació provisional | Data de descobriment   | Lloc de descobriment | Descobridor/s        |
| ------ | ---------------------- | ---------------------- | -------------------- | -------------------- |
| 233701 | 2008 SJ50              | 20 de setembre de 2008 | Mount Lemmon         | Mt. Lemmon Survey    |
| 233702 | 2008 SF51              | 20 de setembre de 2008 | Mount Lemmon         | Mt. Lemmon Survey    |
| 233703 | 2008 SK58              | 20 de setembre de 2008 | Kitt Peak            | Spacewatch           |
| 233704 | 2008 SY67              | 21 de setembre de 2008 | Catalina             | CSS                  |
| 233705 | 2008 SL68              | 21 de setembre de 2008 | Mount Lemmon         | Mt. Lemmon Survey    |
| 233706 | 2008 SF74              | 23 de setembre de 2008 | Catalina             | CSS                  |
| 233707 | 2008 SA83              | 26 de setembre de 2008 | Wildberg             | R. Apitzsch          |
| 233708 | 2008 SB91              | 21 de setembre de 2008 | Kitt Peak            | Spacewatch           |
| 233709 | 2008 SS95              | 21 de setembre de 2008 | Kitt Peak            | Spacewatch           |
| 233710 | 2008 SM97              | 21 de setembre de 2008 | Kitt Peak            | Spacewatch           |
| 233711 | 2008 SM102             | 21 de setembre de 2008 | Kitt Peak            | Spacewatch           |
| 233712 | 2008 SM105             | 21 de setembre de 2008 | Kitt Peak            | Spacewatch           |
| 233713 | 2008 SG107             | 21 de setembre de 2008 | Siding Spring        | Siding Spring Survey |
| 233714 | 2008 SQ112             | 22 de setembre de 2008 | Kitt Peak            | Spacewatch           |
| 233715 | 2008 SD129             | 22 de setembre de 2008 | Kitt Peak            | Spacewatch           |
| 233716 | 2008 SO129             | 22 de setembre de 2008 | Kitt Peak            | Spacewatch           |
| 233717 | 2008 SK130             | 22 de setembre de 2008 | Kitt Peak            | Spacewatch           |
| 233718 | 2008 SR131             | 22 de setembre de 2008 | Kitt Peak            | Spacewatch           |
| 233719 | 2008 SE135             | 23 de setembre de 2008 | Catalina             | CSS                  |
| 233720 | 2008 SK142             | 24 de setembre de 2008 | Mount Lemmon         | Mt. Lemmon Survey    |
| 233721 | 2008 SE143             | 24 de setembre de 2008 | Mount Lemmon         | Mt. Lemmon Survey    |
| 233722 | 2008 SY151             | 30 de setembre de 2008 | Sandlot              | G. Hug               |
| 233723 | 2008 SS153             | 22 de setembre de 2008 | Socorro              | LINEAR               |
| 233724 | 2008 SN154             | 22 de setembre de 2008 | Socorro              | LINEAR               |
| 233725 | 2008 SP158             | 24 de setembre de 2008 | Socorro              | LINEAR               |
| 233726 | 2008 SZ165             | 28 de setembre de 2008 | Socorro              | LINEAR               |
| 233727 | 2008 SG167             | 28 de setembre de 2008 | Socorro              | LINEAR               |
| 233728 | 2008 SQ189             | 25 de setembre de 2008 | Kitt Peak            | Spacewatch           |
| 233729 | 2008 SF192             | 25 de setembre de 2008 | Kitt Peak            | Spacewatch           |
| 233730 | 2008 ST196             | 25 de setembre de 2008 | Kitt Peak            | Spacewatch           |
| 233731 | 2008 SL210             | 28 de setembre de 2008 | Mount Lemmon         | Mt. Lemmon Survey    |
| 233732 | 2008 SD218             | 29 de setembre de 2008 | La Sagra             | La Sagra             |
| 233733 | 2008 SZ242             | 29 de setembre de 2008 | Kitt Peak            | Spacewatch           |
| 233734 | 2008 SF243             | 29 de setembre de 2008 | Kitt Peak            | Spacewatch           |
| 233735 | 2008 SK256             | 20 de setembre de 2008 | Kitt Peak            | Spacewatch           |
| 233736 | 2008 SS256             | 21 de setembre de 2008 | Mount Lemmon         | Mt. Lemmon Survey    |
| 233737 | 2008 SB257             | 21 de setembre de 2008 | Catalina             | CSS                  |
| 233738 | 2008 SN257             | 22 de setembre de 2008 | Kitt Peak            | Spacewatch           |
| 233739 | 2008 SJ258             | 22 de setembre de 2008 | Kitt Peak            | Spacewatch           |
| 233740 | 2008 SJ269             | 21 de setembre de 2008 | Catalina             | CSS                  |
| 233741 | 2008 SN271             | 29 de setembre de 2008 | Kitt Peak            | Spacewatch           |
| 233742 | 2008 SB272             | 29 de setembre de 2008 | Catalina             | CSS                  |
| 233743 | 2008 SO290             | 29 de setembre de 2008 | Mount Lemmon         | Mt. Lemmon Survey    |
| 233744 | 2008 SA298             | 20 de setembre de 2008 | Kitt Peak            | Spacewatch           |
| 233745 | 2008 SF301             | 23 de setembre de 2008 | Catalina             | CSS                  |
| 233746 | 2008 SR303             | 24 de setembre de 2008 | Mount Lemmon         | Mt. Lemmon Survey    |
| 233747 | 2008 SL304             | 24 de setembre de 2008 | Mount Lemmon         | Mt. Lemmon Survey    |
| 233748 | 2008 SL307             | 29 de setembre de 2008 | Catalina             | CSS                  |
| 233749 | 2008 TF3               | 2 d'octubre de 2008    | Wrightwood           | J. W. Young          |
| 233750 | 2008 TM4               | 1 d'octubre de 2008    | La Sagra             | La Sagra             |
| 233751 | 2008 TW6               | 3 d'octubre de 2008    | La Sagra             | La Sagra             |
| 233752 | 2008 TY8               | 6 d'octubre de 2008    | Goodricke-Pigott     | R. A. Tucker         |
| 233753 | 2008 TN17              | 1 d'octubre de 2008    | Mount Lemmon         | Mt. Lemmon Survey    |
| 233754 | 2008 TH18              | 1 d'octubre de 2008    | Mount Lemmon         | Mt. Lemmon Survey    |
| 233755 | 2008 TT20              | 1 d'octubre de 2008    | Mount Lemmon         | Mt. Lemmon Survey    |
| 233756 | 2008 TQ24              | 2 d'octubre de 2008    | Catalina             | CSS                  |
| 233757 | 2008 TY25              | 8 d'octubre de 2008    | Socorro              | LINEAR               |
| 233758 | 2008 TV42              | 1 d'octubre de 2008    | Mount Lemmon         | Mt. Lemmon Survey    |
| 233759 | 2008 TL51              | 2 d'octubre de 2008    | Kitt Peak            | Spacewatch           |
| 233760 | 2008 TT55              | 2 d'octubre de 2008    | Kitt Peak            | Spacewatch           |
| 233761 | 2008 TE67              | 2 d'octubre de 2008    | Kitt Peak            | Spacewatch           |
| 233762 | 2008 TL67              | 2 d'octubre de 2008    | Kitt Peak            | Spacewatch           |
| 233763 | 2008 TK74              | 2 d'octubre de 2008    | Kitt Peak            | Spacewatch           |
| 233764 | 2008 TF84              | 3 d'octubre de 2008    | Kitt Peak            | Spacewatch           |
| 233765 | 2008 TR99              | 6 d'octubre de 2008    | Kitt Peak            | Spacewatch           |
| 233766 | 2008 TL104             | 6 d'octubre de 2008    | Kitt Peak            | Spacewatch           |
| 233767 | 2008 TD112             | 6 d'octubre de 2008    | Catalina             | CSS                  |
| 233768 | 2008 TM112             | 6 d'octubre de 2008    | Catalina             | CSS                  |
| 233769 | 2008 TB118             | 6 d'octubre de 2008    | Kitt Peak            | Spacewatch           |
| 233770 | 2008 TK120             | 7 d'octubre de 2008    | Mount Lemmon         | Mt. Lemmon Survey    |
| 233771 | 2008 TO124             | 8 d'octubre de 2008    | Mount Lemmon         | Mt. Lemmon Survey    |
| 233772 | 2008 TW130             | 8 d'octubre de 2008    | Mount Lemmon         | Mt. Lemmon Survey    |
| 233773 | 2008 TU146             | 9 d'octubre de 2008    | Mount Lemmon         | Mt. Lemmon Survey    |
| 233774 | 2008 TE158             | 5 d'octubre de 2008    | La Sagra             | La Sagra             |
| 233775 | 2008 TO158             | 11 d'octubre de 2008   | Hibiscus             | N. Teamo             |
| 233776 | 2008 TH160             | 1 d'octubre de 2008    | Kitt Peak            | Spacewatch           |
| 233777 | 2008 TT161             | 8 d'octubre de 2008    | Kitt Peak            | Spacewatch           |
| 233778 | 2008 TK164             | 1 d'octubre de 2008    | Catalina             | CSS                  |
| 233779 | 2008 TF165             | 2 d'octubre de 2008    | Kitt Peak            | Spacewatch           |
| 233780 | 2008 TR167             | 10 d'octubre de 2008   | Catalina             | CSS                  |
| 233781 | 2008 TO171             | 3 d'octubre de 2008    | Mount Lemmon         | Mt. Lemmon Survey    |
| 233782 | 2008 TP172             | 10 d'octubre de 2008   | Mount Lemmon         | Mt. Lemmon Survey    |
| 233783 | 2008 TR180             | 4 d'octubre de 2008    | Catalina             | CSS                  |
| 233784 | 2008 UR1               | 21 d'octubre de 2008   | Goodricke-Pigott     | R. A. Tucker         |
| 233785 | 2008 UA4               | 23 d'octubre de 2008   | Bergisch Gladbac     | W. Bickel            |
| 233786 | 2008 UH6               | 21 d'octubre de 2008   | Mount Lemmon         | Mt. Lemmon Survey    |
| 233787 | 2008 UG15              | 18 d'octubre de 2008   | Kitt Peak            | Spacewatch           |
| 233788 | 2008 UW16              | 18 d'octubre de 2008   | Kitt Peak            | Spacewatch           |
| 233789 | 2008 UH22              | 19 d'octubre de 2008   | Kitt Peak            | Spacewatch           |
| 233790 | 2008 UY23              | 20 d'octubre de 2008   | Kitt Peak            | Spacewatch           |
| 233791 | 2008 UO24              | 20 d'octubre de 2008   | Kitt Peak            | Spacewatch           |
| 233792 | 2008 UQ41              | 20 d'octubre de 2008   | Kitt Peak            | Spacewatch           |
| 233793 | 2008 UH53              | 20 d'octubre de 2008   | Kitt Peak            | Spacewatch           |
| 233794 | 2008 UE59              | 21 d'octubre de 2008   | Kitt Peak            | Spacewatch           |
| 233795 | 2008 UA60              | 21 d'octubre de 2008   | Kitt Peak            | Spacewatch           |
| 233796 | 2008 UU61              | 21 d'octubre de 2008   | Kitt Peak            | Spacewatch           |
| 233797 | 2008 UW83              | 22 d'octubre de 2008   | Kitt Peak            | Spacewatch           |
| 233798 | 2008 US94              | 28 d'octubre de 2008   | Kachina              | J. Hobart            |
| 233799 | 2008 UQ110             | 22 d'octubre de 2008   | Kitt Peak            | Spacewatch           |
| 233800 | 2008 UZ111             | 22 d'octubre de 2008   | Kitt Peak            | Spacewatch           |

## 233801-233900
| Nom    | Designació provisional | Data de descobriment   | Lloc de descobriment | Descobridor/s     |
| ------ | ---------------------- | ---------------------- | -------------------- | ----------------- |
| 233801 | 2008 UW113             | 22 d'octubre de 2008   | Kitt Peak            | Spacewatch        |
| 233802 | 2008 UJ114             | 22 d'octubre de 2008   | Kitt Peak            | Spacewatch        |
| 233803 | 2008 UH117             | 22 d'octubre de 2008   | Kitt Peak            | Spacewatch        |
| 233804 | 2008 UX117             | 22 d'octubre de 2008   | Kitt Peak            | Spacewatch        |
| 233805 | 2008 US127             | 22 d'octubre de 2008   | Kitt Peak            | Spacewatch        |
| 233806 | 2008 UO143             | 23 d'octubre de 2008   | Kitt Peak            | Spacewatch        |
| 233807 | 2008 UK144             | 23 d'octubre de 2008   | Kitt Peak            | Spacewatch        |
| 233808 | 2008 UD145             | 23 d'octubre de 2008   | Kitt Peak            | Spacewatch        |
| 233809 | 2008 UR148             | 23 d'octubre de 2008   | Kitt Peak            | Spacewatch        |
| 233810 | 2008 UR151             | 23 d'octubre de 2008   | Kitt Peak            | Spacewatch        |
| 233811 | 2008 UN155             | 23 d'octubre de 2008   | Mount Lemmon         | Mt. Lemmon Survey |
| 233812 | 2008 UW165             | 24 d'octubre de 2008   | Kitt Peak            | Spacewatch        |
| 233813 | 2008 UM167             | 24 d'octubre de 2008   | Kitt Peak            | Spacewatch        |
| 233814 | 2008 UF170             | 24 d'octubre de 2008   | Catalina             | CSS               |
| 233815 | 2008 UK174             | 24 d'octubre de 2008   | Kitt Peak            | Spacewatch        |
| 233816 | 2008 US183             | 24 d'octubre de 2008   | Mount Lemmon         | Mt. Lemmon Survey |
| 233817 | 2008 UC185             | 24 d'octubre de 2008   | Kitt Peak            | Spacewatch        |
| 233818 | 2008 UA192             | 25 d'octubre de 2008   | Catalina             | CSS               |
| 233819 | 2008 UB192             | 25 d'octubre de 2008   | Catalina             | CSS               |
| 233820 | 2008 UG201             | 28 d'octubre de 2008   | Socorro              | LINEAR            |
| 233821 | 2008 UC203             | 28 d'octubre de 2008   | Socorro              | LINEAR            |
| 233822 | 2008 UE203             | 28 d'octubre de 2008   | Socorro              | LINEAR            |
| 233823 | 2008 UM208             | 23 d'octubre de 2008   | Kitt Peak            | Spacewatch        |
| 233824 | 2008 US211             | 23 d'octubre de 2008   | Mount Lemmon         | Mt. Lemmon Survey |
| 233825 | 2008 UE240             | 26 d'octubre de 2008   | Kitt Peak            | Spacewatch        |
| 233826 | 2008 UB242             | 26 d'octubre de 2008   | Catalina             | CSS               |
| 233827 | 2008 UF244             | 26 d'octubre de 2008   | Mount Lemmon         | Mt. Lemmon Survey |
| 233828 | 2008 UP244             | 26 d'octubre de 2008   | Catalina             | CSS               |
| 233829 | 2008 UE248             | 26 d'octubre de 2008   | Kitt Peak            | Spacewatch        |
| 233830 | 2008 UQ248             | 26 d'octubre de 2008   | Kitt Peak            | Spacewatch        |
| 233831 | 2008 UO253             | 27 d'octubre de 2008   | Kitt Peak            | Spacewatch        |
| 233832 | 2008 UR262             | 27 d'octubre de 2008   | Kitt Peak            | Spacewatch        |
| 233833 | 2008 UY266             | 28 d'octubre de 2008   | Kitt Peak            | Spacewatch        |
| 233834 | 2008 UA267             | 28 d'octubre de 2008   | Kitt Peak            | Spacewatch        |
| 233835 | 2008 UD274             | 28 d'octubre de 2008   | Kitt Peak            | Spacewatch        |
| 233836 | 2008 UF277             | 28 d'octubre de 2008   | Mount Lemmon         | Mt. Lemmon Survey |
| 233837 | 2008 UX277             | 28 d'octubre de 2008   | Mount Lemmon         | Mt. Lemmon Survey |
| 233838 | 2008 UY278             | 28 d'octubre de 2008   | Mount Lemmon         | Mt. Lemmon Survey |
| 233839 | 2008 UW288             | 28 d'octubre de 2008   | Mount Lemmon         | Mt. Lemmon Survey |
| 233840 | 2008 UZ291             | 29 d'octubre de 2008   | Kitt Peak            | Spacewatch        |
| 233841 | 2008 UR296             | 29 d'octubre de 2008   | Kitt Peak            | Spacewatch        |
| 233842 | 2008 UO303             | 29 d'octubre de 2008   | Kitt Peak            | Spacewatch        |
| 233843 | 2008 UZ305             | 30 d'octubre de 2008   | Kitt Peak            | Spacewatch        |
| 233844 | 2008 UU307             | 30 d'octubre de 2008   | Kitt Peak            | Spacewatch        |
| 233845 | 2008 UK318             | 31 d'octubre de 2008   | Mount Lemmon         | Mt. Lemmon Survey |
| 233846 | 2008 UZ343             | 25 d'octubre de 2008   | Mount Lemmon         | Mt. Lemmon Survey |
| 233847 | 2008 UQ347             | 23 d'octubre de 2008   | Kitt Peak            | Spacewatch        |
| 233848 | 2008 UV347             | 23 d'octubre de 2008   | Kitt Peak            | Spacewatch        |
| 233849 | 2008 UH351             | 28 d'octubre de 2008   | Kitt Peak            | Spacewatch        |
| 233850 | 2008 UL354             | 27 d'octubre de 2008   | Kitt Peak            | Spacewatch        |
| 233851 | 2008 UG357             | 24 d'octubre de 2008   | Kitt Peak            | Spacewatch        |
| 233852 | 2008 UC364             | 26 d'octubre de 2008   | Catalina             | CSS               |
| 233853 | 2008 UU365             | 25 d'octubre de 2008   | Mount Lemmon         | Mt. Lemmon Survey |
| 233854 | 2008 UU367             | 26 d'octubre de 2008   | Socorro              | LINEAR            |
| 233855 | 2008 VG2               | 2 de novembre de 2008  | Socorro              | LINEAR            |
| 233856 | 2008 VM3               | 3 de novembre de 2008  | Socorro              | LINEAR            |
| 233857 | 2008 VL13              | 7 de novembre de 2008  | Socorro              | LINEAR            |
| 233858 | 2008 VX13              | 2 de novembre de 2008  | Mount Lemmon         | Mt. Lemmon Survey |
| 233859 | 2008 VR15              | 1 de novembre de 2008  | Kitt Peak            | Spacewatch        |
| 233860 | 2008 VL23              | 1 de novembre de 2008  | Kitt Peak            | Spacewatch        |
| 233861 | 2008 VG35              | 2 de novembre de 2008  | Mount Lemmon         | Mt. Lemmon Survey |
| 233862 | 2008 VL38              | 2 de novembre de 2008  | Kitt Peak            | Spacewatch        |
| 233863 | 2008 VN42              | 3 de novembre de 2008  | Mount Lemmon         | Mt. Lemmon Survey |
| 233864 | 2008 VO59              | 7 de novembre de 2008  | Catalina             | CSS               |
| 233865 | 2008 VL70              | 7 de novembre de 2008  | Mount Lemmon         | Mt. Lemmon Survey |
| 233866 | 2008 VN76              | 1 de novembre de 2008  | Mount Lemmon         | Mt. Lemmon Survey |
| 233867 | 2008 WK13              | 19 de novembre de 2008 | Socorro              | LINEAR            |
| 233868 | 2008 WH15              | 17 de novembre de 2008 | Kitt Peak            | Spacewatch        |
| 233869 | 2008 WE20              | 17 de novembre de 2008 | Kitt Peak            | Spacewatch        |
| 233870 | 2008 WT22              | 18 de novembre de 2008 | Catalina             | CSS               |
| 233871 | 2008 WQ23              | 18 de novembre de 2008 | Catalina             | CSS               |
| 233872 | 2008 WW23              | 18 de novembre de 2008 | Catalina             | CSS               |
| 233873 | 2008 WG25              | 18 de novembre de 2008 | Catalina             | CSS               |
| 233874 | 2008 WL59              | 18 de novembre de 2008 | Socorro              | LINEAR            |
| 233875 | 2008 WT59              | 18 de novembre de 2008 | Socorro              | LINEAR            |
| 233876 | 2008 WB61              | 21 de novembre de 2008 | Socorro              | LINEAR            |
| 233877 | 2008 WY78              | 20 de novembre de 2008 | Kitt Peak            | Spacewatch        |
| 233878 | 2008 WQ81              | 20 de novembre de 2008 | Kitt Peak            | Spacewatch        |
| 233879 | 2008 WM91              | 23 de novembre de 2008 | Mount Lemmon         | Mt. Lemmon Survey |
| 233880 | 2008 WF93              | 26 de novembre de 2008 | Wildberg             | R. Apitzsch       |
| 233881 | 2008 WO101             | 30 de novembre de 2008 | Catalina             | CSS               |
| 233882 | 2008 WR137             | 23 de novembre de 2008 | Kitt Peak            | Spacewatch        |
| 233883 | 2008 XO5               | 3 de desembre de 2008  | Socorro              | LINEAR            |
| 233884 | 2008 XP10              | 1 de desembre de 2008  | Catalina             | CSS               |
| 233885 | 2008 XF11              | 1 de desembre de 2008  | Catalina             | CSS               |
| 233886 | 2008 XQ18              | 1 de desembre de 2008  | Kitt Peak            | Spacewatch        |
| 233887 | 2008 XC21              | 1 de desembre de 2008  | Kitt Peak            | Spacewatch        |
| 233888 | 2008 XZ22              | 3 de desembre de 2008  | Kitt Peak            | Spacewatch        |
| 233889 | 2008 XH42              | 2 de desembre de 2008  | Kitt Peak            | Spacewatch        |
| 233890 | 2008 XV53              | 1 de desembre de 2008  | Socorro              | LINEAR            |
| 233891 | 2008 XA54              | 1 de desembre de 2008  | Kitt Peak            | Spacewatch        |
| 233892 | 2008 YE4               | 22 de desembre de 2008 | Dauban               | F. Kugel          |
| 233893 | 2008 YW5               | 21 de desembre de 2008 | Piszkesteto          | K. Sarneczky      |
| 233894 | 2008 YK29              | 27 de desembre de 2008 | Bisei SG Center      | BATTeRS           |
| 233895 | 2008 YF49              | 29 de desembre de 2008 | Mount Lemmon         | Mt. Lemmon Survey |
| 233896 | 2008 YB80              | 30 de desembre de 2008 | Mount Lemmon         | Mt. Lemmon Survey |
| 233897 | 2008 YJ127             | 30 de desembre de 2008 | Kitt Peak            | Spacewatch        |
| 233898 | 2008 YF135             | 30 de desembre de 2008 | Kitt Peak            | Spacewatch        |
| 233899 | 2009 AB19              | 2 de gener de 2009     | Kitt Peak            | Spacewatch        |
| 233900 | 2009 AN24              | 3 de gener de 2009     | Kitt Peak            | Spacewatch        |

## 233901-234000
| Nom             | Designació provisional | Data de descobriment   | Lloc de descobriment | Descobridor/s                                          |
| --------------- | ---------------------- | ---------------------- | -------------------- | ------------------------------------------------------ |
| 233901          | 2009 BT                | 16 de gener de 2009    | Mayhill              | A. Lowe                                                |
| 233902          | 2009 BM7               | 18 de gener de 2009    | Socorro              | LINEAR                                                 |
| 233903          | 2009 BD47              | 16 de gener de 2009    | Kitt Peak            | Spacewatch                                             |
| 233904          | 2009 BA128             | 29 de gener de 2009    | Mount Lemmon         | Mt. Lemmon Survey                                      |
| 233905          | 2009 CU22              | 1 de febrer de 2009    | Kitt Peak            | Spacewatch                                             |
| 233906          | 2009 CT38              | 13 de febrer de 2009   | Kitt Peak            | Spacewatch                                             |
| 233907          | 2009 CA62              | 3 de febrer de 2009    | Kitt Peak            | Spacewatch                                             |
| 233908          | 2009 CD62              | 2 de febrer de 2009    | Mount Lemmon         | Mt. Lemmon Survey                                      |
| 233909          | 2009 DF36              | 21 de febrer de 2009   | Catalina             | CSS                                                    |
| 233910          | 2009 FJ20              | 17 de març de 2009     | Bergisch Gladbac     | W. Bickel                                              |
| 233911          | 2009 FT38              | 17 de març de 2009     | Kitt Peak            | Spacewatch                                             |
| 233912          | 2009 NC                | 3 de juliol de 2009    | La Sagra             | La Sagra                                               |
| 233913          | 2009 QD58              | 18 d'agost de 2009     | Kitt Peak            | Spacewatch                                             |
| 233914          | 2009 RD60              | 11 de setembre de 2009 | Catalina             | CSS                                                    |
| 233915          | 2009 RE73              | 14 de setembre de 2009 | Kitt Peak            | Spacewatch                                             |
| 233916          | 2009 SV95              | 19 de setembre de 2009 | Kitt Peak            | Spacewatch                                             |
| 233917          | 2009 SL129             | 18 de setembre de 2009 | Kitt Peak            | Spacewatch                                             |
| 233918          | 2009 SU146             | 19 de setembre de 2009 | Kitt Peak            | Spacewatch                                             |
| 233919          | 2009 SP154             | 20 de setembre de 2009 | Kitt Peak            | Spacewatch                                             |
| 233920          | 2009 SD161             | 21 de setembre de 2009 | La Sagra             | La Sagra                                               |
| 233921          | 2009 SC320             | 20 de setembre de 2009 | Mount Lemmon         | Mt. Lemmon Survey                                      |
| 233922          | 2009 TT1               | 9 d'octubre de 2009    | La Sagra             | La Sagra                                               |
| 233923          | 2009 TD20              | 11 d'octubre de 2009   | Mount Lemmon         | Mt. Lemmon Survey                                      |
| 233924          | 2009 TM32              | 14 d'octubre de 2009   | Mount Lemmon         | Mt. Lemmon Survey                                      |
| 233925          | 2009 UL2               | 18 d'octubre de 2009   | Tzec Maun            | F. Tozzi                                               |
| 233926          | 2009 UN4               | 18 d'octubre de 2009   | Bisei SG Center      | BATTeRS                                                |
| 233927          | 2009 UT32              | 18 d'octubre de 2009   | Mount Lemmon         | Mt. Lemmon Survey                                      |
| 233928          | 2009 UY57              | 23 d'octubre de 2009   | Mount Lemmon         | Mt. Lemmon Survey                                      |
| 233929          | 2009 UN83              | 23 d'octubre de 2009   | Mount Lemmon         | Mt. Lemmon Survey                                      |
| 233930          | 2009 UG88              | 21 d'octubre de 2009   | Catalina             | CSS                                                    |
| 233931          | 2009 UF103             | 24 d'octubre de 2009   | Catalina             | CSS                                                    |
| 233932          | 2009 UZ136             | 26 d'octubre de 2009   | Catalina             | CSS                                                    |
| 233933          | 2009 UY146             | 18 d'octubre de 2009   | Mount Lemmon         | Mt. Lemmon Survey                                      |
| 233934          | 2009 VT16              | 8 de novembre de 2009  | Mount Lemmon         | Mt. Lemmon Survey                                      |
| 233935          | 2009 VE31              | 9 de novembre de 2009  | Mount Lemmon         | Mt. Lemmon Survey                                      |
| 233936          | 2009 VZ38              | 9 de novembre de 2009  | Kitt Peak            | Spacewatch                                             |
| 233937          | 2009 VC50              | 11 de novembre de 2009 | La Sagra             | La Sagra                                               |
| 233938          | 2009 VM57              | 12 de novembre de 2009 | La Sagra             | La Sagra                                               |
| 233939          | 2009 VR58              | 15 de novembre de 2009 | Sierra Stars         | W. G. Dillon, D. Wells                                 |
| 233940          | 2009 VH81              | 15 de novembre de 2009 | Catalina             | CSS                                                    |
| 233941          | 2009 WM5               | 16 de novembre de 2009 | Mount Lemmon         | Mt. Lemmon Survey                                      |
| 233942          | 2009 WH6               | 18 de novembre de 2009 | Mayhill              | A. Lowe                                                |
| 233943 Falera   | 2009 WU24              | 21 de novembre de 2009 | Falera               | J. De Queiroz                                          |
| 233944          | 2009 WL45              | 18 de novembre de 2009 | Kitt Peak            | Spacewatch                                             |
| 233945          | 2009 WE74              | 18 de novembre de 2009 | Kitt Peak            | Spacewatch                                             |
| 233946          | 2009 WG125             | 20 de novembre de 2009 | Kitt Peak            | Spacewatch                                             |
| 233947          | 2009 WM141             | 18 de novembre de 2009 | Mount Lemmon         | Mt. Lemmon Survey                                      |
| 233948          | 2009 WQ169             | 22 de novembre de 2009 | Kitt Peak            | Spacewatch                                             |
| 233949          | 2009 WC216             | 27 de novembre de 2009 | Siding Spring        | Siding Spring Survey                                   |
| 233950          | 2009 WO252             | 26 de novembre de 2009 | Kitt Peak            | Spacewatch                                             |
| 233951          | 2009 XJ                | 7 de desembre de 2009  | Pla D'Arguines       | R. Ferrando                                            |
| 233952          | 2009 XQ9               | 12 de desembre de 2009 | Socorro              | LINEAR                                                 |
| 233953          | 2009 XS15              | 15 de desembre de 2009 | Mount Lemmon         | Mt. Lemmon Survey                                      |
| 233954          | 2009 XY16              | 15 de desembre de 2009 | Mount Lemmon         | Mt. Lemmon Survey                                      |
| 233955          | 2009 XB19              | 15 de desembre de 2009 | Mount Lemmon         | Mt. Lemmon Survey                                      |
| 233956          | 2009 XL19              | 15 de desembre de 2009 | Mount Lemmon         | Mt. Lemmon Survey                                      |
| 233957          | 2009 YQ16              | 19 de desembre de 2009 | Bisei SG Center      | BATTeRS                                                |
| 233958          | 2009 YP21              | 27 de desembre de 2009 | Kitt Peak            | Spacewatch                                             |
| 233959          | 2009 YX21              | 17 de desembre de 2009 | Mount Lemmon         | Mt. Lemmon Survey                                      |
| 233960          | 2010 AX2               | 7 de gener de 2010     | Mayhill              | A. Lowe                                                |
| 233961          | 2010 AA3               | 7 de gener de 2010     | Mayhill              | A. Lowe                                                |
| 233962          | 2010 AY25              | 6 de gener de 2010     | Catalina             | CSS                                                    |
| 233963          | 2010 AP31              | 6 de gener de 2010     | Kitt Peak            | Spacewatch                                             |
| 233964          | 2010 AC37              | 7 de gener de 2010     | Kitt Peak            | Spacewatch                                             |
| 233965          | 2010 AM59              | 6 de gener de 2010     | Catalina             | CSS                                                    |
| 233966          | 2010 BS2               | 16 de gener de 2010    | Mayhill              | Mayhill                                                |
| 233967 Vierkant | 2010 BN4               | 24 de gener de 2010    | Sierra Stars         | R. Kracht                                              |
| 233968          | 3021 T-2               | 30 de setembre de 1973 | Palomar              | C. J. van Houten, I. van Houten-Groeneveld, T. Gehrels |
| 233969          | 1979 OK9               | 24 de juliol de 1979   | Siding Spring        | S. J. Bus                                              |
| 233970          | 1981 ES44              | 7 de març de 1981      | Siding Spring        | S. J. Bus                                              |
| 233971          | 1991 TD2               | 8 d'octubre de 1991    | Kitt Peak            | Spacewatch                                             |
| 233972          | 1992 PZ5               | 3 d'agost de 1992      | Palomar              | H. E. Holt                                             |
| 233973          | 1993 FX4               | 17 de març de 1993     | La Silla             | UESAC                                                  |
| 233974          | 1993 FG45              | 19 de març de 1993     | La Silla             | UESAC                                                  |
| 233975          | 1994 RC7               | 12 de setembre de 1994 | Kitt Peak            | Spacewatch                                             |
| 233976          | 1994 RC14              | 12 de setembre de 1994 | Kitt Peak            | Spacewatch                                             |
| 233977          | 1994 UK9               | 28 d'octubre de 1994   | Kitt Peak            | Spacewatch                                             |
| 233978          | 1995 FD9               | 26 de març de 1995     | Kitt Peak            | Spacewatch                                             |
| 233979          | 1995 LS                | 4 de juny de 1995      | Kitt Peak            | Spacewatch                                             |
| 233980          | 1995 NF1               | 2 de juliol de 1995    | Kitt Peak            | Spacewatch                                             |
| 233981          | 1995 OL2               | 22 de juliol de 1995   | Kitt Peak            | Spacewatch                                             |
| 233982          | 1995 PW                | 3 d'agost de 1995      | Kitt Peak            | Spacewatch                                             |
| 233983          | 1995 SA16              | 18 de setembre de 1995 | Kitt Peak            | Spacewatch                                             |
| 233984          | 1995 SF16              | 18 de setembre de 1995 | Kitt Peak            | Spacewatch                                             |
| 233985          | 1995 SX30              | 20 de setembre de 1995 | Kitt Peak            | Spacewatch                                             |
| 233986          | 1995 SV33              | 22 de setembre de 1995 | Kitt Peak            | Spacewatch                                             |
| 233987          | 1995 UJ65              | 27 d'octubre de 1995   | Kitt Peak            | Spacewatch                                             |
| 233988          | 1995 VO3               | 14 de novembre de 1995 | Kitt Peak            | Spacewatch                                             |
| 233989          | 1995 VY6               | 14 de novembre de 1995 | Kitt Peak            | Spacewatch                                             |
| 233990          | 1995 WK17              | 17 de novembre de 1995 | Kitt Peak            | Spacewatch                                             |
| 233991          | 1995 WU23              | 18 de novembre de 1995 | Kitt Peak            | Spacewatch                                             |
| 233992          | 1996 GN3               | 9 d'abril de 1996      | Kitt Peak            | Spacewatch                                             |
| 233993          | 1996 GS5               | 11 d'abril de 1996     | Kitt Peak            | Spacewatch                                             |
| 233994          | 1996 RT6               | 5 de setembre de 1996  | Kitt Peak            | Spacewatch                                             |
| 233995          | 1996 RH16              | 13 de setembre de 1996 | Kitt Peak            | Spacewatch                                             |
| 233996          | 1996 RS21              | 7 de setembre de 1996  | Kitt Peak            | Spacewatch                                             |
| 233997          | 1996 SF1               | 17 de setembre de 1996 | Kitt Peak            | Spacewatch                                             |
| 233998          | 1996 TZ16              | 4 d'octubre de 1996    | Kitt Peak            | Spacewatch                                             |
| 233999          | 1996 VG35              | 9 de novembre de 1996  | Kitt Peak            | Spacewatch                                             |
| 234000          | 1996 XP13              | 8 de desembre de 1996  | Oizumi               | T. Kobayashi                                           |